# ブローバック
ブローバック（英語: Blowback）は、燃焼ガスの圧力で後退する薬莢の運動を利用した自動装填式銃器の作動方式の一形態のこと。自動装填式作動方式の中では比較的単純な構造を持ち、主に自動拳銃、短機関銃、自動小銃等に採用されている。
日本語においても英語を元にしたカタカナ表記で「ブローバック（方式）」と表記されることが通例だが、「吹き戻し方式」という呼び方もある。
ブローバック作動方式は遊底を機械的に閉鎖する機構を持たず、薬莢の後退によって直接遊底を動かす方式であり、この点がショートリコイル等の他の作動方式との根本的な相違点である。
なお、遊底の後退を遅延させる機構を持たないものをシンプルブローバック、遊底の後退を遅延させる機構を持つものを総称してディレードブローバックと区別する。単にブローバックと言った場合は、シンプルブローバックを指す場合が多い。

## 概要
金属薬莢の実用化以降、さまざまな自動装填機構を持った銃器が考案されたが、ブローバック作動方式を採用した銃器で記録に残る最古のものは1897年にブローニングが特許を取得した自動拳銃（U.S.Patent580,926）である。
この銃は、後にデザインが変更されFN M1900として市販化された。その後ブローバック作動方式は中、小型拳銃を中心に広まっていった。
短機関銃では第一次大戦において、ビラール・ペロサM1915、MP18等に、第二次大戦においては、MP40、ステン、トンプソン、PPSh-41等各国に採用され、戦後も多くの短機関銃の作動方式として採用された。
小銃では、.22LR弾を使用する小口径の銃にストレートブローバックが採用された。戦後には、ディレードブローバックがスペイン製のセトメ・ライフルで採用され、これを改良したH&K G3からは多くの派生型が発展した。その他にも少数の軍用自動小銃等に採用された。
現在は、主に.380ACP弾以下の威力の弾薬を使用する自動拳銃や、短機関銃、自動小銃等に使用されている。

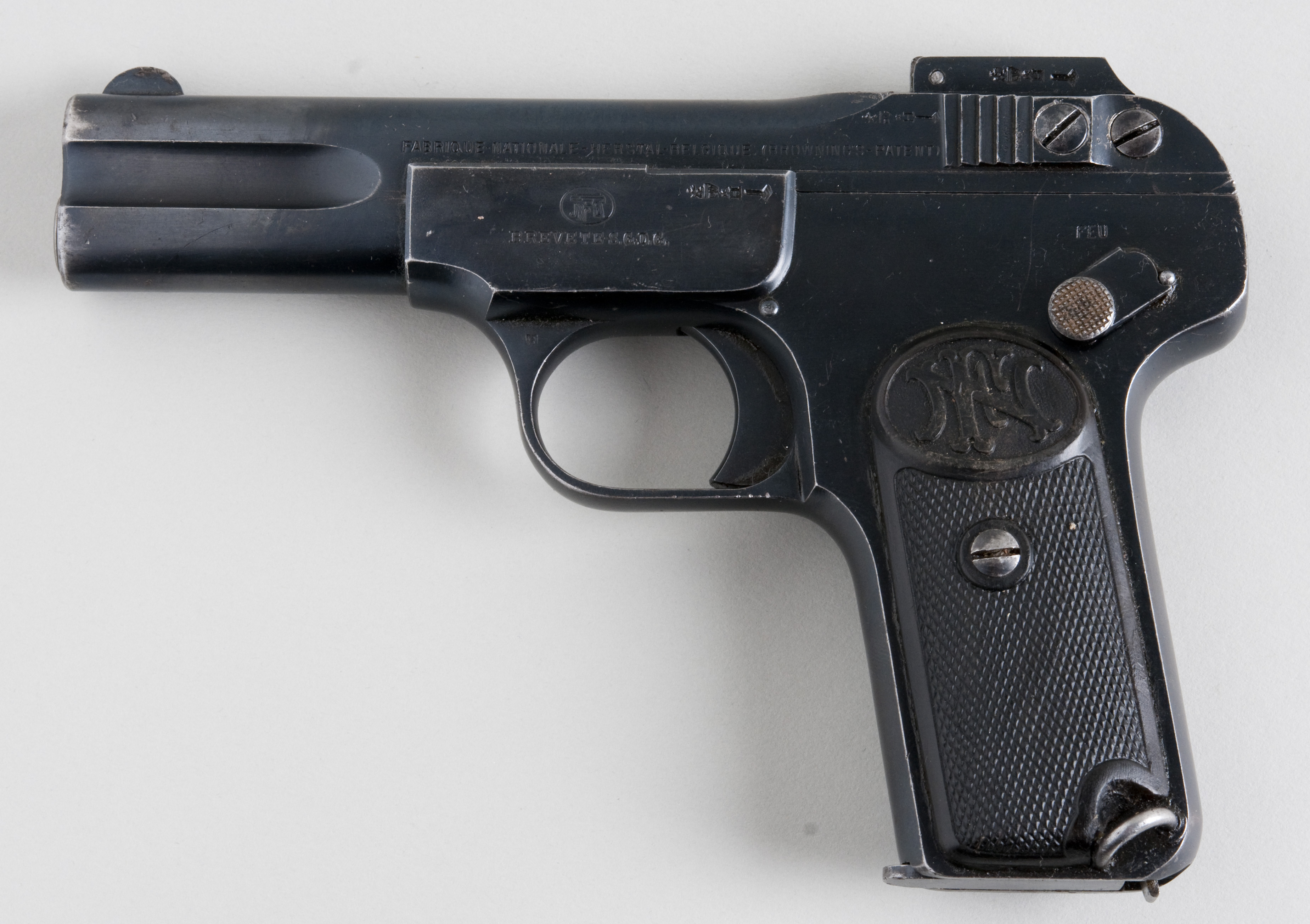
FN ブローニングM1900（シンプルブローバック）
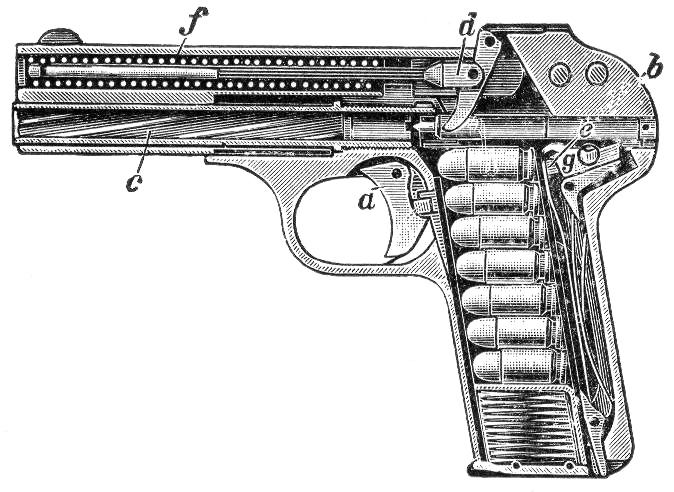
FN ブローニングM1900の内部機構の図
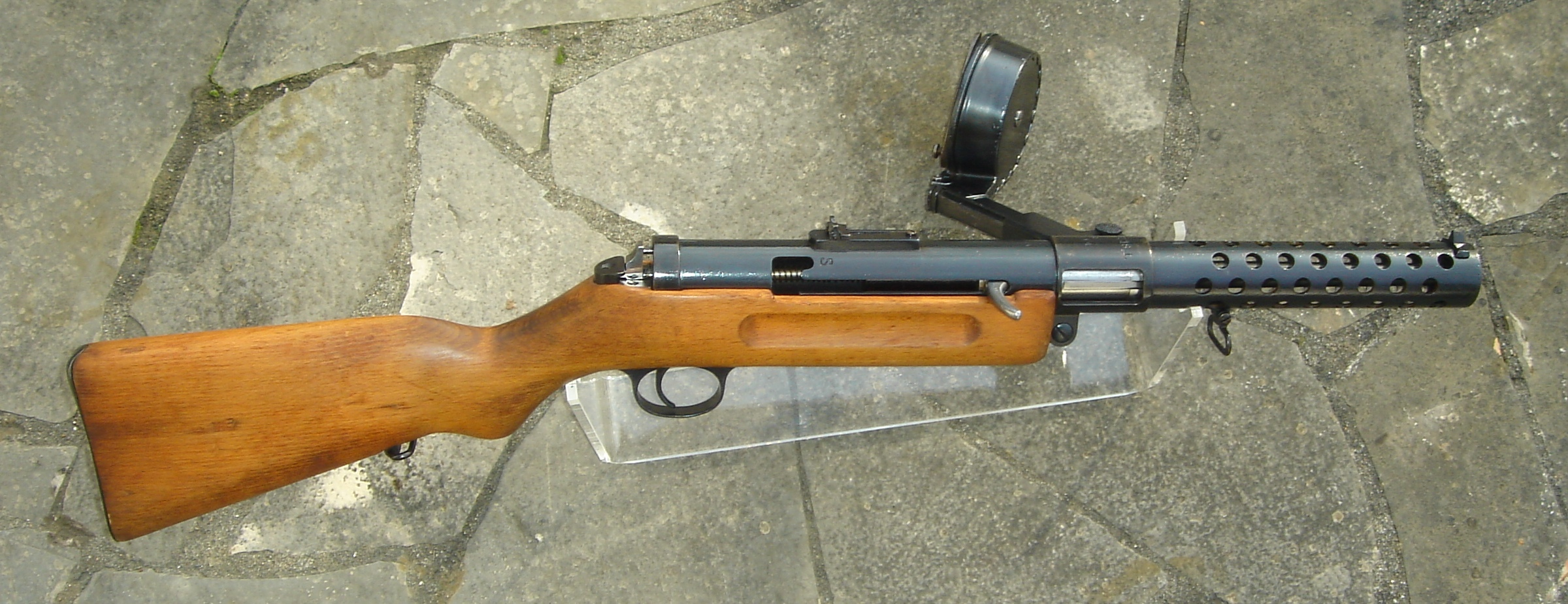
MP18（シンプルブローバック）
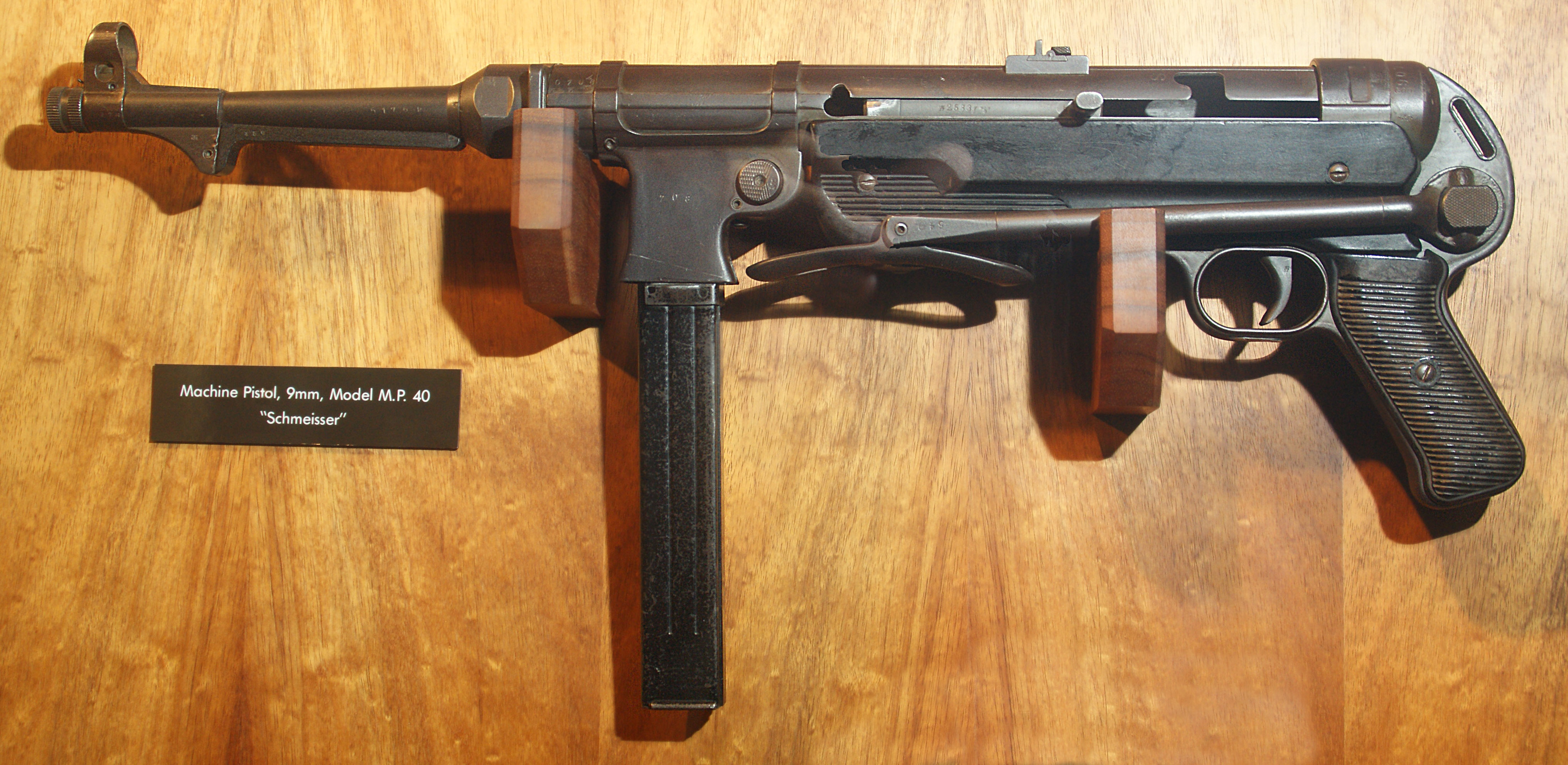
MP40（シンプルブローバック）
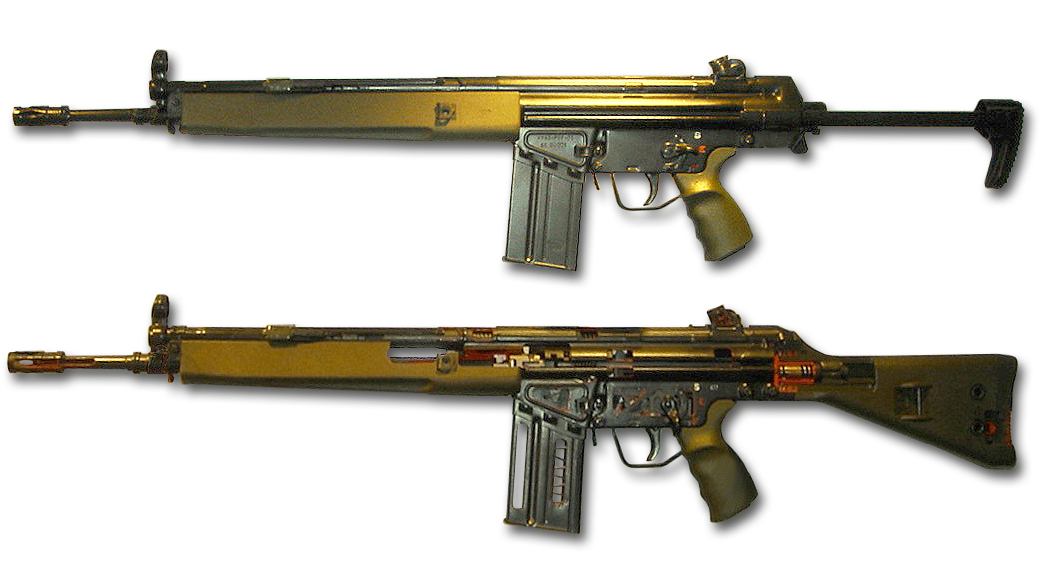
H&K G3（ディレードブローバック）

## 作動機構
銃弾が発射される際には、燃焼ガスの圧力が銃腔内の全方向へ掛り、弾丸を銃口側へ前進させる。また同じ圧力が薬莢にも掛り、遊底の包底面を押して後退させようとする。この際、弾丸が銃口を離れる以前に遊底が後退し薬莢が薬室から抜け出てしまうと、銃腔内の高圧ガスが漏れ出し危険な状態となる。このため、銃腔内の圧力が安全域に下がるまでの間、遊底の後退を抑制する機構が自動装填式銃器には必要となる。
ブローバック作動方式では、発射の際に後退する薬莢の後退運動を遊底の質量と復座ばねの弾性力によって抑制し、弾丸が銃口を離れるまで薬莢が薬室から完全には抜け出さないようにする機能を持つ。
発射直後から薬莢は発射ガスの圧力により後退を始めるが遊底と復座ばねにより後退速度が抑制され、伸展性を持つ真鍮などで作られている薬莢は薬室内に密着するため、弾丸が銃口を出るまで銃腔内の発射ガスは漏れ出さない。薬莢は、弾丸が銃口を離れるまで遊底を押しながら後退し、弾丸が銃口を離れた後はそれまでの慣性により後退を続ける。その後、薬莢と遊底は慣性により復座ばねを圧縮しながら後退し続ける。その途中、薬莢は排出され、遊底は最後尾まで後退した後に圧縮した復座ばねの力により前進、次弾を弾倉から装填し再び遊底は最初の位置へ復帰する。
上記がブローバック作動方式の原理であり、発射ガス圧により薬莢が遊底を押して後退させることが、ブローバック（blowback：吹き戻し）の語源となっている。

### 動作例
下記は、シンプルブローバックの作動模式図である。

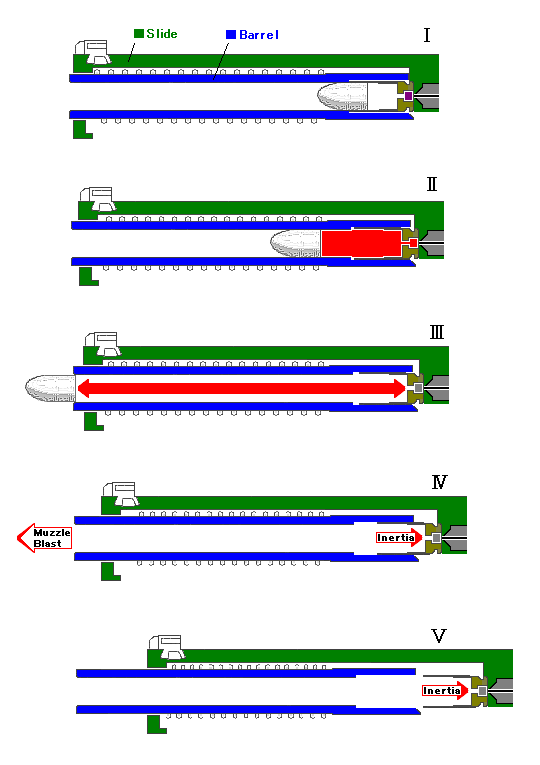
シンプル・ブローバックの動作

1. 図I 発砲直前の状態。遊底と復座ばねによって支えられた弾薬が、銃身の後端（薬室）に装填されている。
2. 図II 薬莢内の火薬が発火して燃焼ガスが発生し、銃腔内の全方向へ膨張しようとする圧力が発生する。燃焼ガスの圧力により弾丸は銃口方向へ移動を開始する。同時に薬莢にも同じ圧力が掛り遊底を押し後退させ始める。薬莢はガス圧により薬室内に密着し、燃焼ガスが漏れ出すことを防いでいる。
3. 図III 銃腔内では発射薬の燃焼により燃焼ガスの圧力が高まり弾丸が加速される。同じ圧力を薬莢も受け後退する。薬莢の後退速度は、弾丸より質量の大きい遊底と復座ばねの弾性力により、弾丸の速度より低く抑制されている。
4. 図IV 弾丸が銃口を離れると、銃腔内の燃焼ガスは大気中へ放出され圧力は急激に低下するが、薬莢と遊底は慣性により、復座ばねを圧縮しながら後退を続ける。
5. 図V 薬莢と遊底は自身の持つ慣性により復座ばねを圧縮しながら後退を続け、薬室から薬莢が抜け出る。この時点では、すでに銃腔内の圧力は安全域まで下がっている。

上記5の動作後、遊底は後退を続け、薬莢は排莢機構（駐筒子＝エキストラクター、蹴子＝エジェクター）により排出される。理論上、シンプルブローバック方式ではエキストラクターが無くても薬莢の後退・抽出は可能である。その後、遊底は終止位置まで後退し圧縮された復座ばねの力により前進へ転じ、次の銃弾を弾倉から押し出す。押し出された銃弾は銃身薬室に装填され、遊底は銃身後部へ当たり図Iの状態へ復帰する。

### 特徴

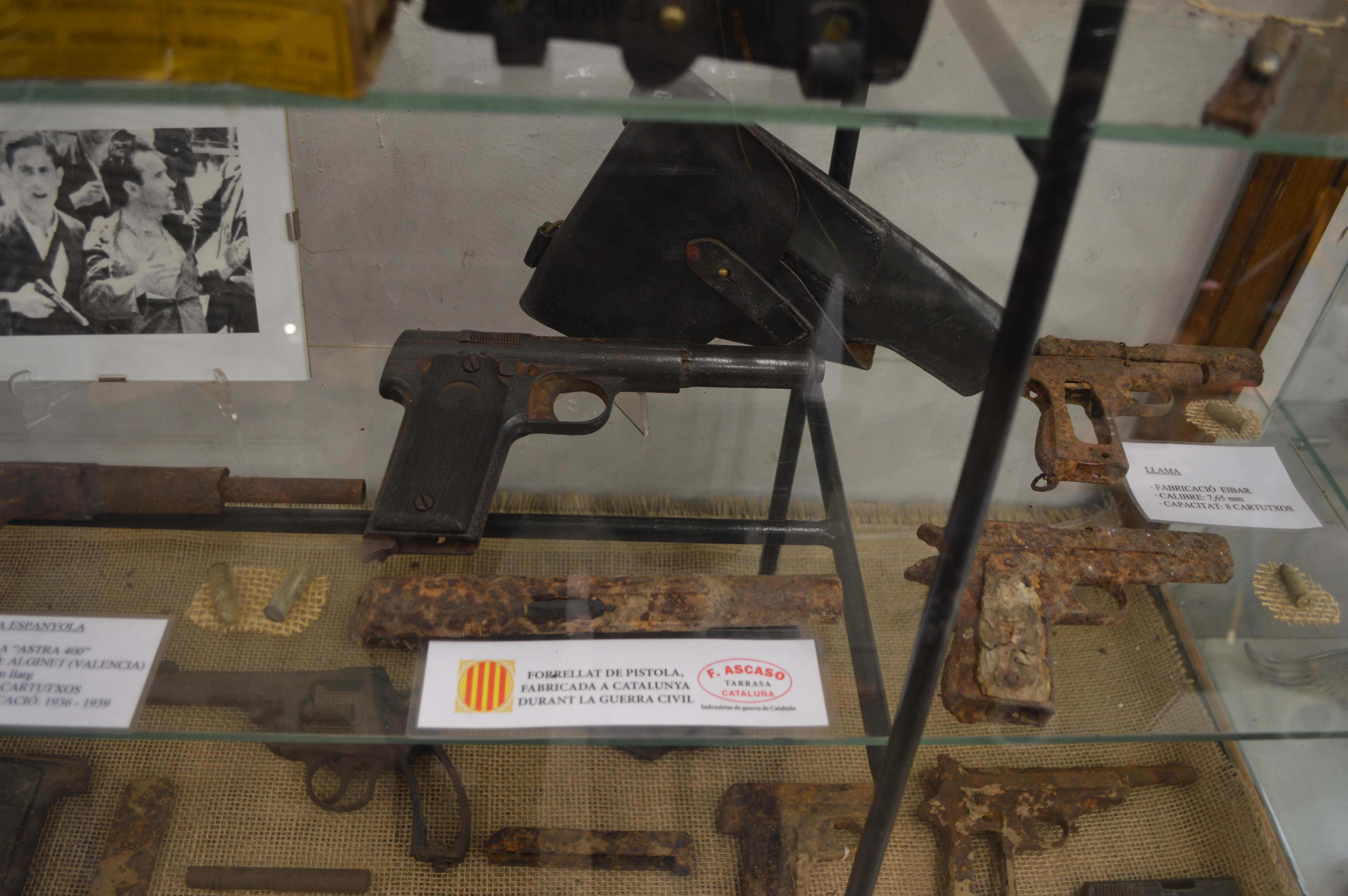
Astra mod.400
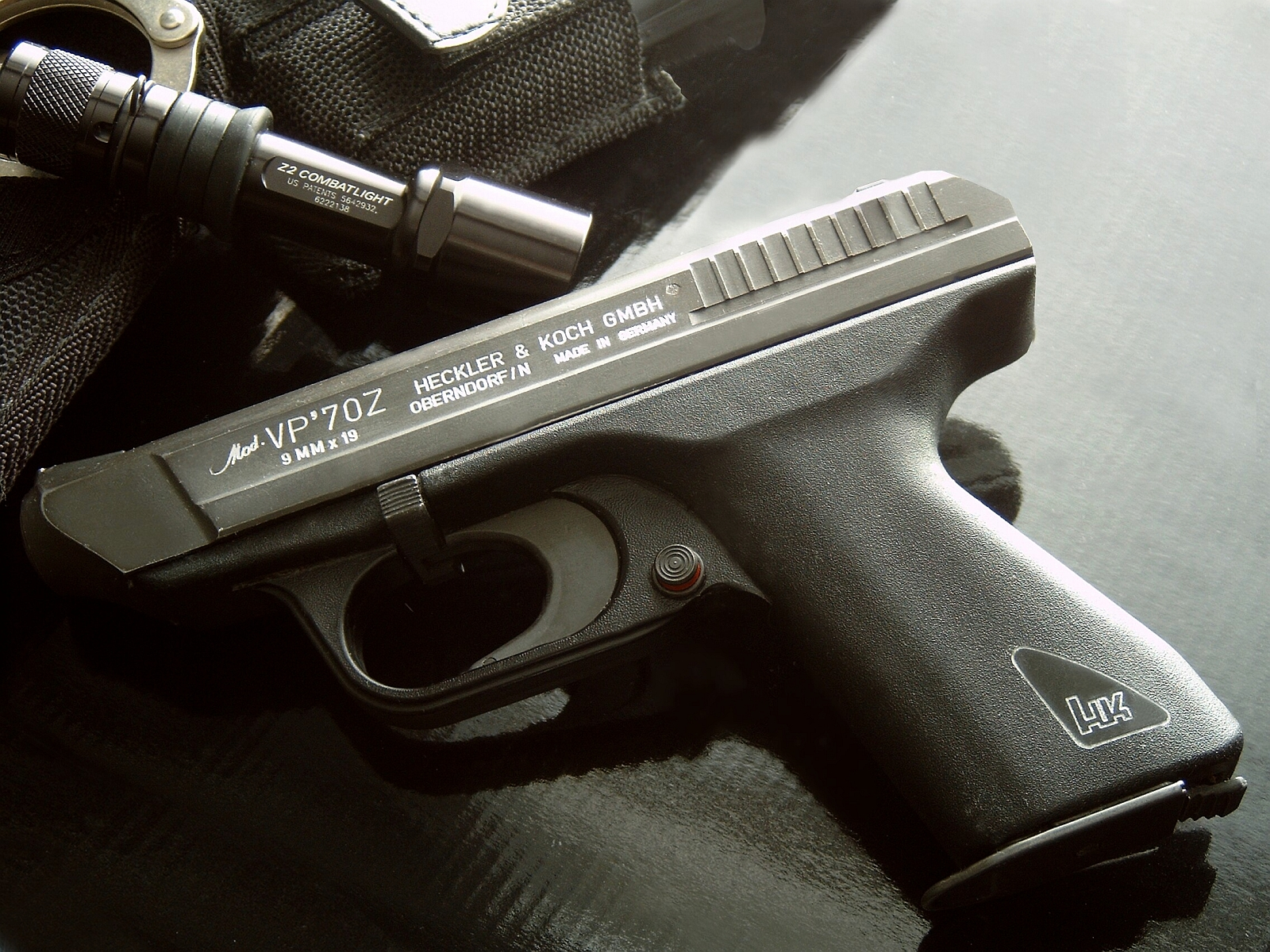
H&K VP70
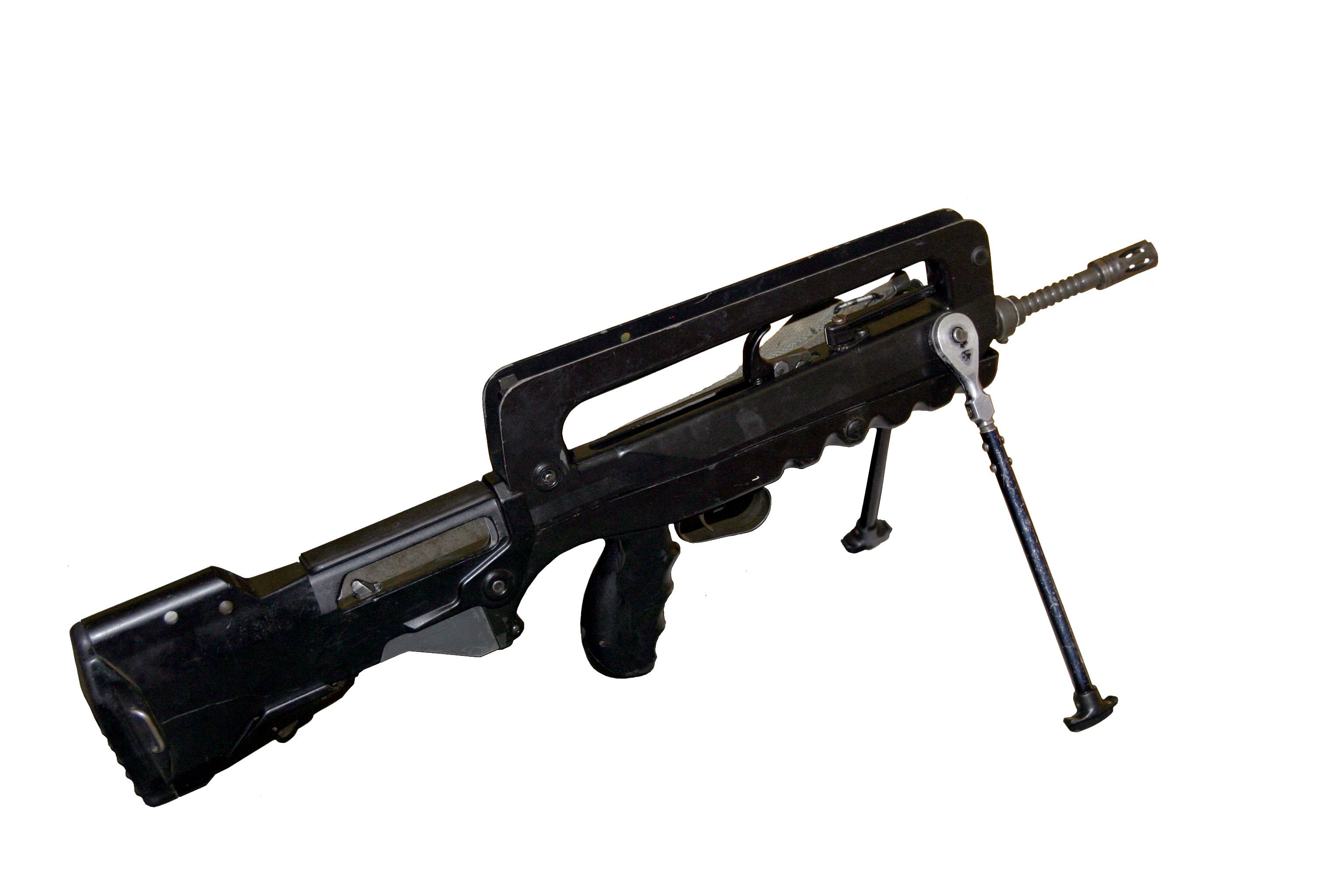
FA-MAS

ブローバック作動方式は他の作動機構に比べ下記の特徴を持つ。
比較的簡略な構造
銃身と遊底を機械的に閉鎖する機構が不要で、部品点数を少なくすることが可能。特にシンプルブローバックは、自動装填機構で最も簡略な機構となる。これは戦時中においてはその国全体の急速かつ大量に拡大する拳銃需要に応える事にも大きく貢献する結果ともなる。
高威力弾薬への対応が困難
薬莢が火薬の発火の直後から後退を始めるため、高威力の弾薬への対応が困難。
ブローバック作動方式では、発射ガスの圧力が掛った状態で薬莢が後退するため、後退が速すぎた際には脆弱な薬莢側面の露出が早まりガス圧により裂け、発射ガスが漏れる等の問題が発生する場合がある。
この問題点により拳銃では物理的な大きさの制限から、シンプルブローバックでは.380ACP弾程度の威力の弾薬までが一般的な使用では限界となっている。.380ACPより強力な9mmパラベラム弾等を使用した例では過去に、シンプルブローバックでAstra mod.400、H&K VP70等、ディレードブローバックではH&K P7等がある。しかし、Astraでは強い復座ばねのため遊底の操作により強い力が必要となり、VP70ではライフリングの谷の部分を深くし発射ガスの圧力を下げたため弾丸の威力低下、P7ではガスシリンダーからの発熱が射手の手に伝わる等の問題が発生しており、現在も使用されている例は少ない。
大口径の自動小銃では使用弾薬が高圧かつ薬莢の全長が長いため、薬莢の前半部分が薬室に張り付いたまま後退できず、薬莢が引き千切れる問題が発生する場合がある。このため、H&K G3、FA-MAS等、高圧な弾薬を利用するディレードブローバック方式の多くは、薬室内壁に“フルート”と呼ばれる溝を設け、発射ガスの一部をここに導いて薬莢側筒部の張り付きを防ぐ工夫が施されている。
薬室閉鎖機構の搭載が困難
上記の理由に合わせて、ショートリコイル方式のように火薬の燃焼が完了するまで薬室を完全に閉鎖しロックしておく機構（ロッキングブロック）を設ける事が難しい（原理的には不可能に近い）為、ボトルネックを設けて装薬量の増大や弾頭の小径化による発射初速の増大を狙った弾薬の採用が困難ともなる。数少ない例外として太平洋戦争（大東亜戦争）中の大日本帝国において、ボトルネックを持つ8mm南部弾を使用する関係上、ロッキングブロックの搭載が必須となり生産性の低下が欠点ともなっていた十四年式拳銃や九四式拳銃を更新する目的で、軍部が民間の浜田銃砲店（浜田文次）に開発を依頼した浜田式自動拳銃（二式拳銃）が8mm南部弾でシンプルブローバックを採用する事に成功しているが、これは当時の銃側の冶金技術の未熟さの問題により8mm南部弾が.32ACP程度の装薬量しか持たせられていなかった為に実現出来た事であった。
一般的に閉鎖機構を備える構造の銃は閉鎖機構が作動し薬室が完全閉鎖されなければ撃鉄や撃針が作動しない安全機構を備えている場合が多いが、原理的に閉鎖機構の搭載が困難なブローバック方式ではこのような多重安全機構を備える事も困難となり、相対的な銃の安全レベルが他の方式に比べて劣りがちになるという結論ともなる。
銃身の固定が可能
ショートリコイル作動方式等のように銃身を可動させる必要がなく固定が可能。銃身を固定でき、またガス圧作動方式のように銃身にピストン等の部品が付属しないため、比較的集弾性能を上げやすい。
質量変化に起因する動作不良
発射ガスの圧力と、遊底の質量および復座ばねの弾性力との均衡が動作に影響するため、これら基本条件が変動すると動作不良が発生しやすい。これにより他の方式と比べてその銃の開発時に使用された装弾と同規格ながらも、弾頭重量・装薬量の異なる装弾（増装弾や減装弾など）へ対応する事が困難となる場合がある。
- Astra mod.400
- H&K VP70
- FA-MAS

## シンプルブローバック方式
シンプルブローバックはブローバック作動方式の基本となるものである。ストレートブローバック、単純吹き戻し方式とも称される。
遊底の後退速度を低減する機構を持たないため、銃弾の威力へは遊底の質量と復座ばねの弾性力のみで対応する。このため拳銃では使用できる弾種は限られ、例外は存在するがその多くは.380ACP弾以下の力である。短機関銃では、遊底の質量や複座ばねの弾性力等の設計自由度が拳銃に比して高いため、拳銃弾としては比較的高威力の9mmパラベラム弾、.45ACP弾、.40S&W弾等を使用した例も多い。
また、比較的低威力の.22LR弾等を使用した自動装填の銃は、拳銃、小銃ともにシンプルブローバックを採用したものが大半である。
採用例:FN M1910、UZI、スタームルガーMkI、M1短機関銃 等多数

## APIブローバック方式
アドバンスドプライマーイグニッション(API)は、もともと、Reinhold Becker

によって、ベッカー20mm機関砲のために開発された。
これは、第二次世界大戦を通して対空兵器として広く使われたエリコン機関砲を含む、多くの自動火器に採用された。
APIブローバックでは、カートリッジが完全に薬室におさまる前、つまり、ボルトがまだ前に動いている間に、雷管（プライマー）に着火される。
通常のブローバックでブリーチを開くには、燃焼ガスは、ボルトの静的な慣性に打ち勝って、ボルトを後退させければならない。
APIブローバックの場合は、それに加えて、前進するボルトを止めるために、ボルトの前向きの運動量にも打ち勝つ必要がある。
ボルトの前進速度と後退速度はほぼ同じであることが多いので、APIブローバックでは、ボルトの重さを約半分にすることができる
。
ボルトの二つの逆向きの運動量が打ち消しあうので、APIブローバック方式は反動が軽減される。
APIブローバック (APIB) 火器の性能を上げるために、ベッカーやエリコンなどの大口径のAPIB砲は、
弾を収めるのに必要な長さよりも、さらに長い薬室を持っており、その弾薬は、
ストレートな（テーパーのない）側面とリベイテッドリム（薬莢の一番底の直径が、それよりも前の部分の直径よりも小さい）を持っている
。
前進運動の最後の段階、つまり、後退運動の最初の段階では、この長い薬室のなかで、薬莢とボルトが次のように振る舞う。
銃身内のガス圧が高い間は、薬莢が後退しようとするのに逆らって、薬莢の壁が（薬室に）張り付いてブリーチを密封する。
ただし、この、高い内部ガス圧に逆らって薬莢が後退しようとする動きは、薬莢を引きちぎってしまう危険がある。一般的な解決方法は、摩擦を軽減するために、弾薬にグリースをぬることである。
薬莢のリムはリベイテッドでなければならない。なぜなら、ボルトの先端が薬室に入り込むので、リムに噛み合うエクストラクターの爪を含めた寸法が、薬室の直径以下でなければならないからである。
このような薬莢は、通常はネックの絞りが非常に少ない。なぜなら、弾薬は射撃中はサポートされないままであり、また、普通は変形させられるからである。ネックの絞りが強いと、薬莢はちぎれやすくなる。
APIブローバック方式は、通常のブローバック方式よりも強力な弾薬を、より軽い銃砲から発射することができる。また、重量が軽いにもかかわらず、体感される反動が軽減される。
オリジナルのベッカー砲は、20x70RB弾薬を発射するが、第一次世界大戦の飛行機に載せるために開発され、重量は30kgに過ぎなかった
。
エリコンは、APIブローバック方式を用いて20mm弾を発射する対戦車ライフルとしてエリコン SSGを生産した。
一方で、この設計は、ボルトの質量、薬室の長さ、スプリングの強さ、弾薬の威力、そして、発射速度が、極めて密接に関連し、発射速度と銃口初速が相反する関係になることが多い。
APIブローバック方式の砲はオープンボルトから発射されるので、精度があまり高くなく、また、同調装置を使ってプロペラを通して発射することができない。

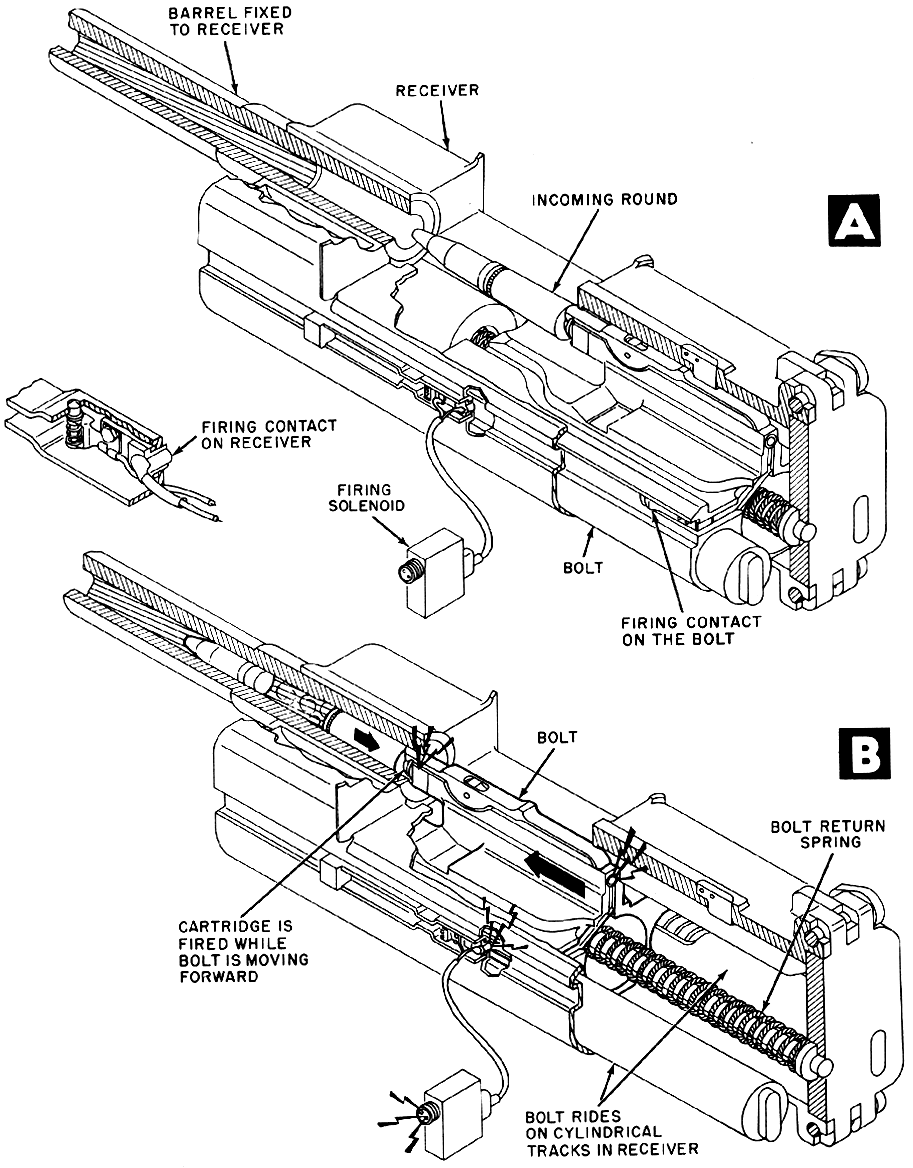
APIブローバック方式の作動機構を持つMK 108 機関砲の作動構造図（前半）
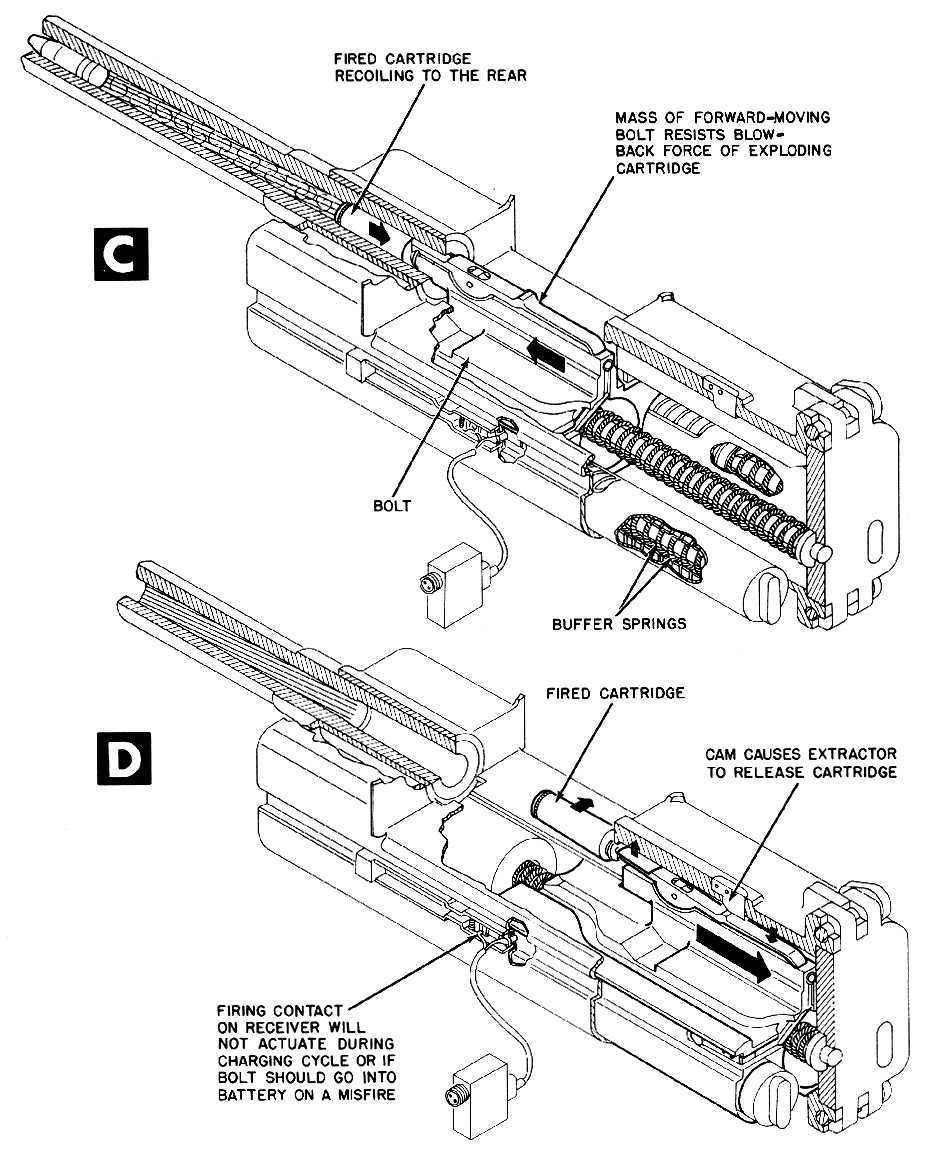
APIブローバック方式の作動機構を持つMK 108 機関砲の作動構造図（後半）

### 小火器のAPIブローバック
単純化されたAPIブローバックは、たとえばTZ45のような、オープンボルトサブマシンガンで広く使われている
。
アサルトライフルでは、Postnikov ATP (およびAPP)がこの方式を使っている。
このような構造では、薬室の深さは、薬莢の長さよりごくわずかに短い。こうすることで、前進するボルトに固定された撃針（ファイアリングピン）は、ボルトが薬室後面に衝突する直前に、雷管（プライマー）を発火させるようになる。このように単純化されたAPI方式は、非常に重要な重量軽減には貢献しないが、射手にとってはファイアリングサイクルがスムーズに感じられ、また、マズルジャンプを軽減することでコントロールしやすくなる。
カートリッジが発火するとき、テレスコーピング・ボルトの重心は、サブマシンガンの重心よりも前にある。
テレスコーピング・ボルトの動きが、サブマシンガンの銃口を前に押し、また、下にさげることで、射手が感じる反動を軽くし、また、反動でカートリッジがマズルを押し上げようとする力に対抗する。
APIブローバックの銃はオープンボルトから発射されるので、精度があまり高くない。もっとも、射程の短いサブマシンガンでは、これはあまり重要でない。

## ディレードブローバック方式
ディレードブローバックは、遊底の後退を何らかの方法で遅延させる（delayed）機構を持ったブローバック方式である。この遅延機構により、高威力の銃弾に対応できるようになるが、シンプルブローバック方式よりも構造が複雑になるため製造コストや故障率の上昇を招き易くなるといったデメリットも存在する。
遅延機構には主に下記のものが存在する。

### ティルティングボルト式
ライジングサブマシンガン（M50、55、60）に採用された方式で、レシーバー内の溝に嵌る遊底が作動する際の運動摩擦力により遊底の後退速度を低下させている。同様の動作を行う遊底はガス圧利用方式でも使用されるが、ディレードブローバックの場合には機械的に完全な閉鎖状態にはならないことが相違点であり、ガス圧利用方式とは作動原理が異なる。

### ローラー遅延式
ローラー遅延式は、薬莢が後退する際のエネルギーを、遊底に取り付けられたローラーにより分散し遊底の後退速度を低下させる方式である。MG42等のショートリコイル作動方式に使用されるローラーロッキングとは異なり機械的に完全な閉鎖状態にはならず、また銃身は機関部に固定され反動で後退することがない。

#### 歴史
ローラー遅延式は第二次世界大戦中にショート・リコイル方式のローラーロック機構を持つMG42を開発する過程で、意図せずにロックが解除されてしまう現象が偶然発見された事から派生した遅延機構であり、ルートヴィヒ・フォルグリムラー博士を中心とするモーゼル社の技術者グループにより省力型MG42の閉鎖機構として実用化が進められた。
終戦間際になってモーゼル社はMKb Gerät 06Hの閉鎖機構にローラー遅延式を採用したが、ドイツの降伏によって30挺分の部品が生産されたにとどまった。
戦後、モーゼル社はフランス軍の管理下に置かれローラー遅延式を採用した各種の小火器が試作されたが、フランスの財政難とNATO参加によって、これらの開発計画はキャンセルされ日の目を見る事はなかった。
その後、フォルグリムラー博士はドイツと関係の深かったフランコ政権下のスペインへ招かれ、ここで開発したセトメ・ライフルにローラー遅延式を採用した。後に西ドイツ国境警備隊の依頼でセトメ・ライフルを7.62mm NATO弾化した製品が開発され、ドイツ連邦軍がこれをH&K G3として採用した。H&K G3の生産はH&K社が担い、G3から派生したMP5などの幅広い製品が生まれた。またスイスでは、セトメ・ライフルEと同時期に開発されたローラー遅延式のAM55から発展したSIG SG510を採用した。

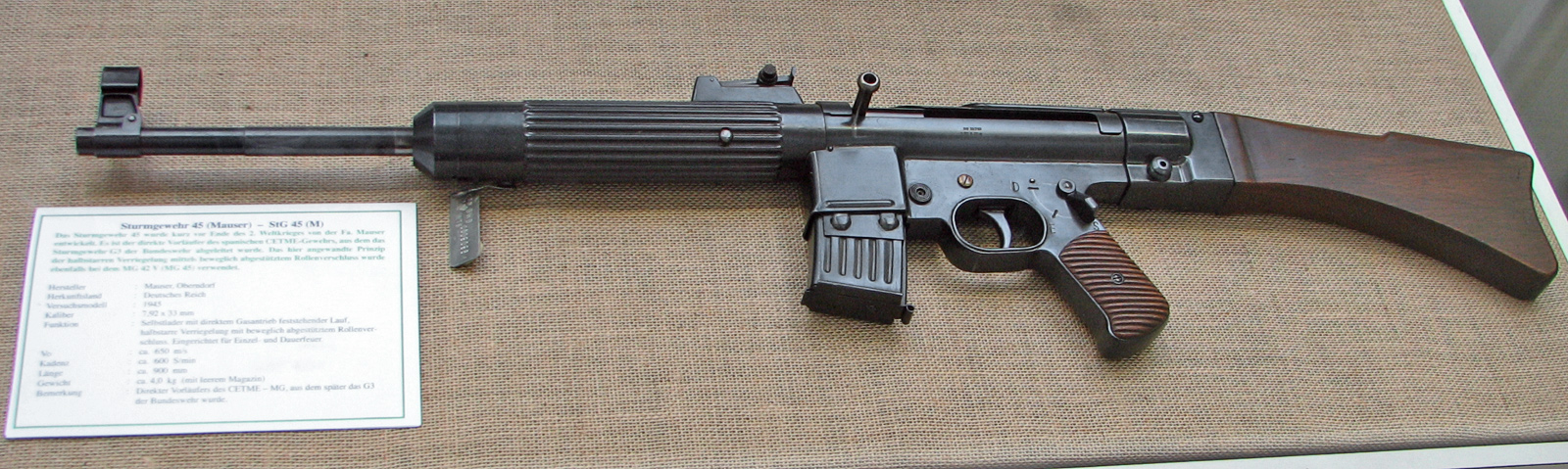
MKb Gerät 06Hに改良を加えたStG45(M)
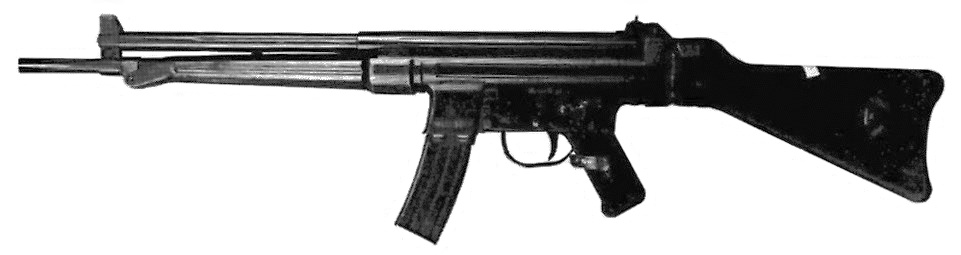
CEAM Modèle 1950
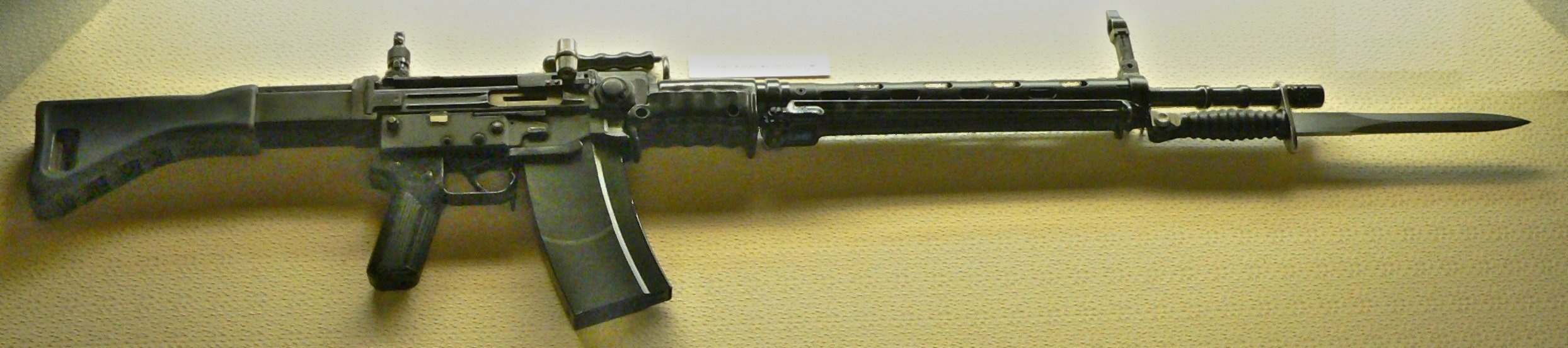
SIG SG 510

#### H&K社ローラー遅延式機構概説

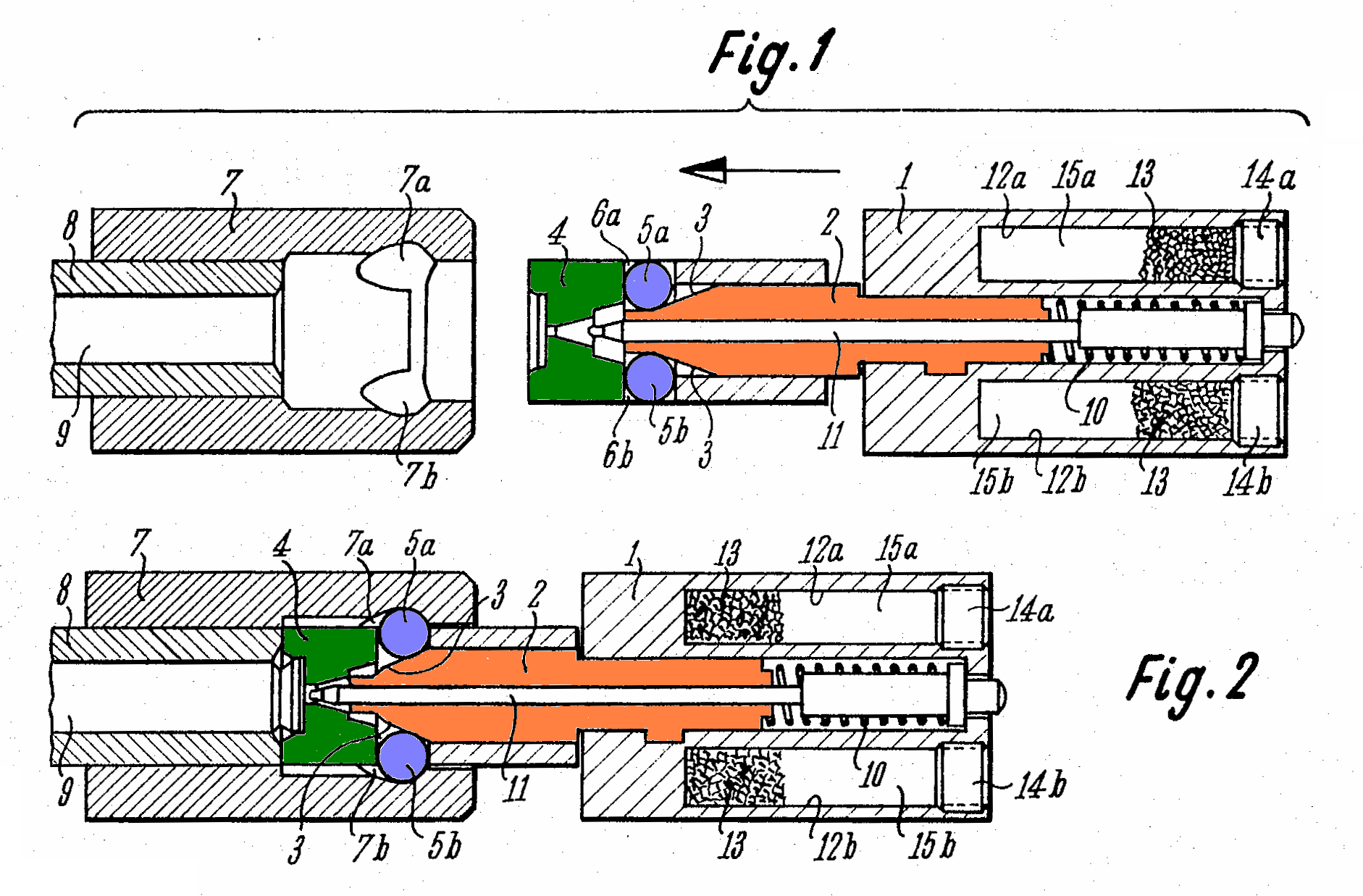
H&K MP5のローラー遅延機構: 開放時(上)・閉鎖時(下)のボルト・ヘッド(緑)・ローラー(青)・ロッキング・ピース(橙)の状態を示す

H&K G3系統のローラー遅延式のボルトグループは、ボルトの左右に取り付けられた2個のローラーが、復座ばねにより前進したロッキングピース先端の傾斜部に押し出されて、銃身延長部の溝に嵌合する構造となっている。
発射時の圧力は薬莢と遊底に伝わり、その力はボルトヘッドからローラーを介し銃身延長部とロッキングピースへ分散される。前記二か所は共に傾斜が付いているため、後方への力はローラーを内側へ押し込む力に、さらにローラーがロッキングピースを後退させる力に変換される。このため薬莢と遊底の後退速度はローラーが完全にボルト内へ押し込まれるまで低減され、弾丸が銃口を離れるまでは薬室から薬莢が完全には抜け出さないようになっている。
ローラーの抵抗がなくなった後、薬莢と遊底（ボルトグループ全体）は後退していく。遊底が開放されて後退・前進する際にも、ボルトの左右ローラーは銃のレシーバー内壁と接触し続ける。この接触面が変形・損傷すると遊底の作動不良につながるため、レシーバーの状態を定期的に点検する必要がある。
H&K社のローラー遅延式機構は、ロッキングピース先端の傾斜面角度を変更することにより遊底の後退速度を制御できるため、威力の異なる弾薬でも大幅な設計の変更をせずに対応が可能となっている。
ローラー遅延式の遊底を手動で後退させる際には、ロッキングピースを含むボルト後半部を直接動かすため、ローラーの抵抗は掛らないようになっている。しかし、射撃時に前進したボルトが跳ね戻ることによる閉鎖不良・薬莢破裂を防ぐ目的で、ボルトへ抵抗をかける強力なばねが備わっている。ボルトハンドルを手動で起こし、引き下げ始める際に限っては大きな力が必要なことから、操作性については他形式より低く評価されることがある。
参照: MP5ボルト・グループの各部詳細

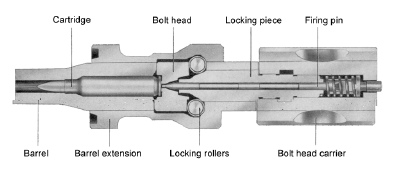
G3系ローラー遅延機構の断面
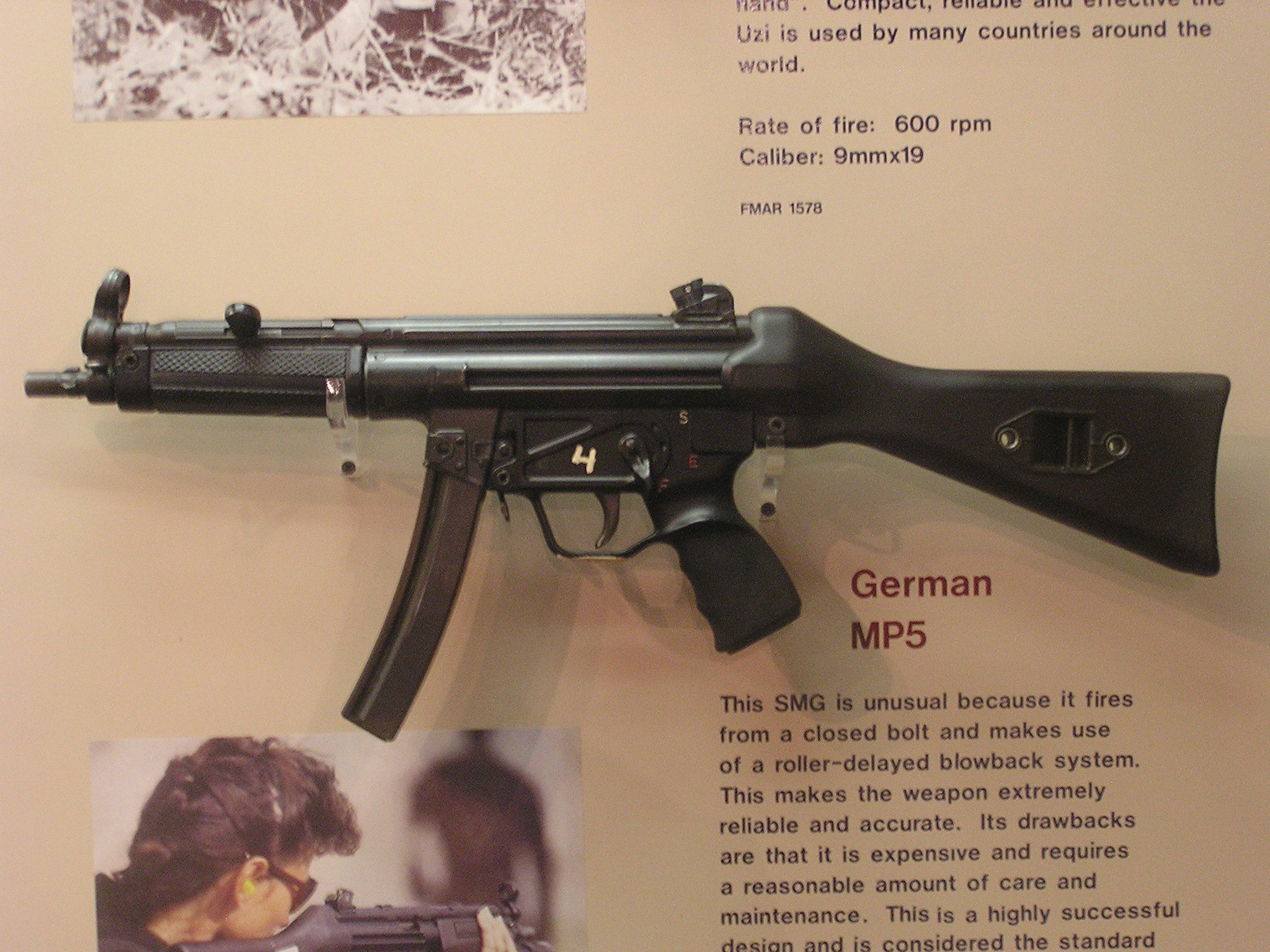
H&K MP5（ローラー遅延式）

採用例： 省力型MG42試作品, MKb Gerät 06H, SIG SG 510, セトメ・ライフル, H&K社G3, MP5, P9S等

### レバー遅延式

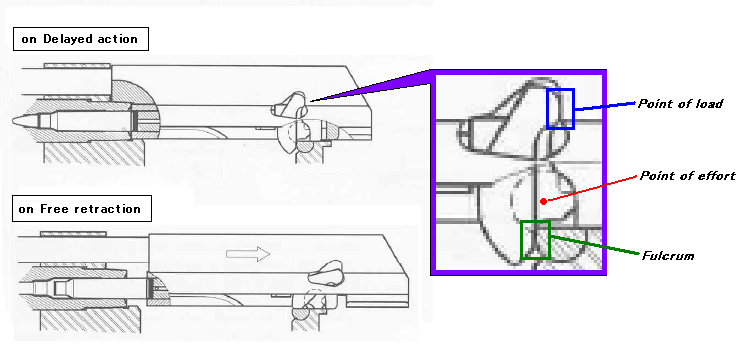
FAMASのレバー遅延式ブローバック概念図
遅延状態(上)と自由後退状態(下)の比較: 力点(青)・作用点(赤)・支点(緑)の第3種てこが構成されている

レバー遅延式は梃子の原理を利用して、復座ばねの力が大きくなるよう構成した遅延方式である。
ハンガリーのDanuvia 43M サブマシンガンに初めて採用された。
遊底の閉鎖時、ボルトキャリア、遊底、レシーバーを、梃子の役割を果たすレバー状の部品（力点＝ボルトキャリアに接したレバー上部、作用点＝遊底に接したレバー中央、支点＝レシーバーに接したレバー下部）で連結する事で、実際の復座ばねの弾性力より大きな力を遊底に掛け、発射直後の遊底が後退する速度を低下させ、遊底の開放時期が遅延させられる。
弾丸が銃口を離れ腔圧が低下するまでの間、遊底は梃子の働きにより増大した復座ばねの圧力を受けているが、一定距離後退後に梃子の役割を果たすレバーがレシーバの支持を失うと梃子の作用は失われ、遊底に掛る力はばねの弾性力のみになる。その後、薬莢と遊底は慣性により後退する。
なお、遊底を人力で後退させる際には、直接ボルトキャリアを動かすため遊底には力が加わらず、梃子の作用は起きないようになっている。
採用例：AA-52、FAMAS、TKB-454/TKB-517、2B-A-40、AVB-7.62、FNAB-43、サン・クリストバル・カービン、Benelli B76、Hogue Avenger

### ガス遅延式
ガス遅延式は、銃腔内の発射ガスを銃身外に設置したガスシリンダーに導き、遊底に設置したガスピストンに圧力を掛け遊底の後退速度を低下させる遅延方式である。ガス圧を利用するが、ガス圧利用方式とは異なりガス圧は遊底の後退を制御するだけで、遊底を機械的に閉鎖する機構は持たない。銃腔内に弾丸があり高圧の間のみスライドの後退速度を低下させ、圧力が低下すると同時に遊底の後退速度の制御がなくなるという構造のため、弾薬の威力の強弱に対応しやすい遅延方式であるとされている。
第二次大戦末期に製造された国民突撃銃(Volksgewehr,国民銃と呼ばれた省力型決戦用兵器)に採用され、そのデザインはステアー GBにほぼ踏襲されている。
国民突撃銃およびステアー GBのガス遅延式では、銃身外部の前半をピストン、遊底内側をシリンダーとして覆う構造となっている。銃身の中ほどにはガス導入孔が2箇所空けられていて、発射された弾丸がこの部分を通過すると、シリンダー内に高圧の発射ガスが流れ込み、弾丸が銃口を離れ銃腔内の圧力が低下するまでの間、遊底の後退速度はガス圧によって抑えられる。

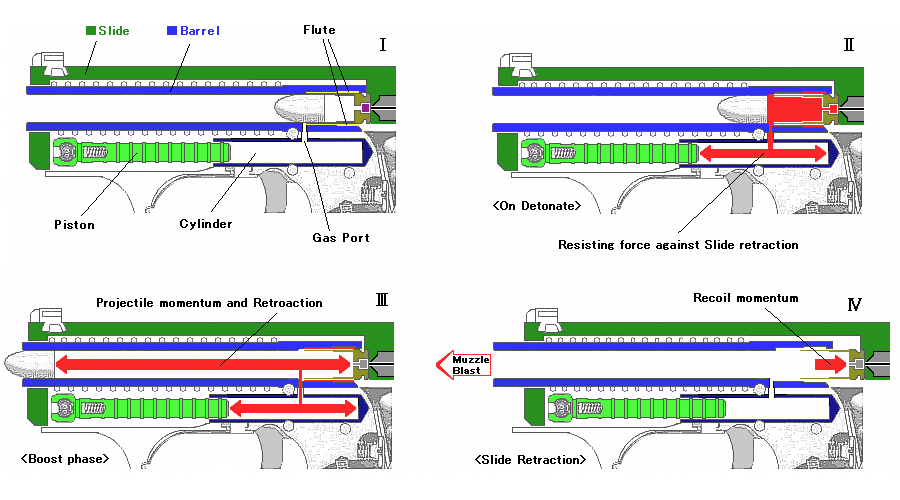
H&K P7のガス遅延ブローバック概念図

これに対して、H&K P7やノリンコ Model 77Bでは、銃身下部に銃身とは別に設置されたシリンダーがあり、遊底前部に取り付けられたピストンがこのシリンダーに嵌合する構造となっている。弾薬の発火直後、発射ガスの一部が薬室直近に空けられたガス導入孔を通じてシリンダーへ流れ込み、弾丸が銃口を離れ銃腔内の圧力が低下するまでの間、遊底の後退速度はガス圧によって抑えられる。
上記のどちらの構造とも、弾丸が銃口を離れ燃焼ガスの圧力が下がるとシリンダー内の圧力も下がり、遊底の後退を遅らせていたピストンへの圧力も弱まるため、薬莢と遊底は自身の慣性により後退する。また、ブローフォワード方式を採用しているSIG AK53は、VG 45に似たガス・シリンダーを用いて、銃身の前進を発射ガスで遅延させる構造となっていた。
採用例： 国民突撃銃、ステアー GB、 H&K P7、 ワルサー CCP、  ノリンコ（中国北方工業公司） Model 77B、およびNP20、NP24

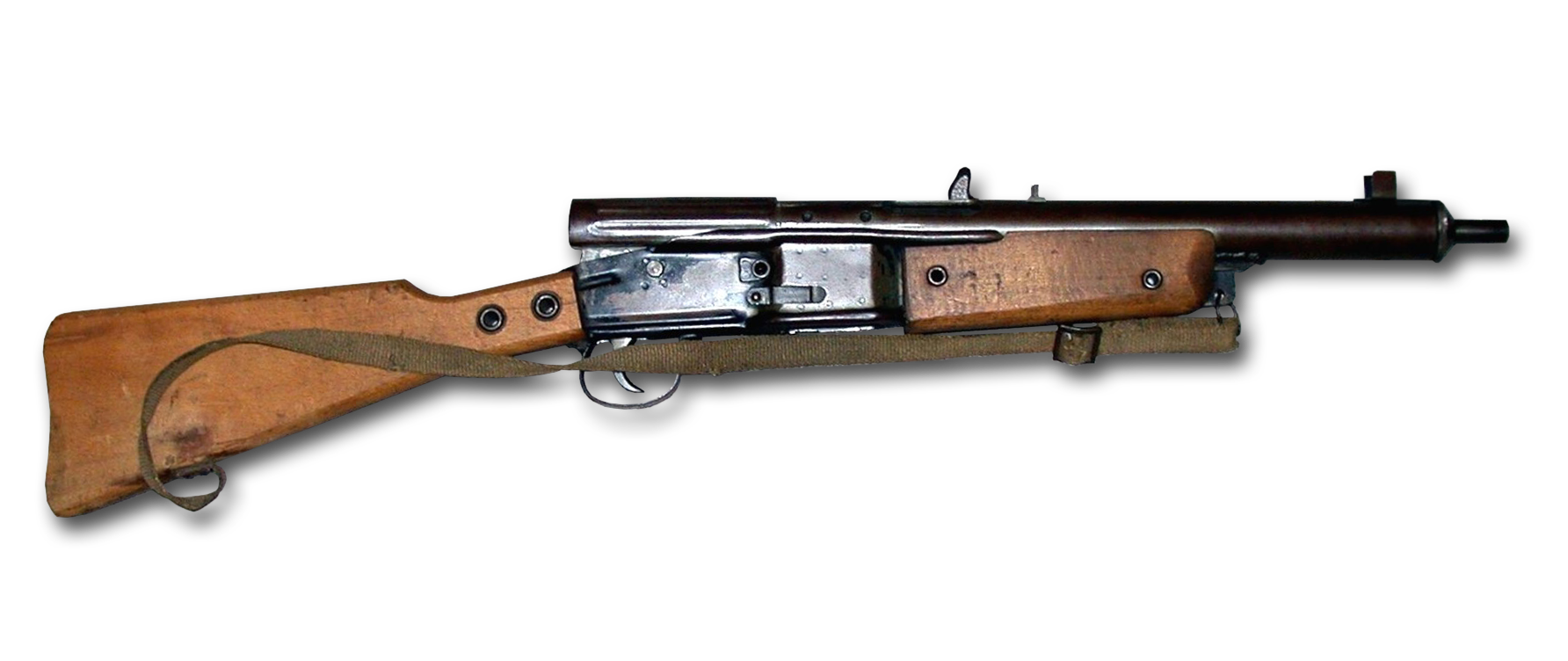
グストロフ VG1-5 国民突撃銃
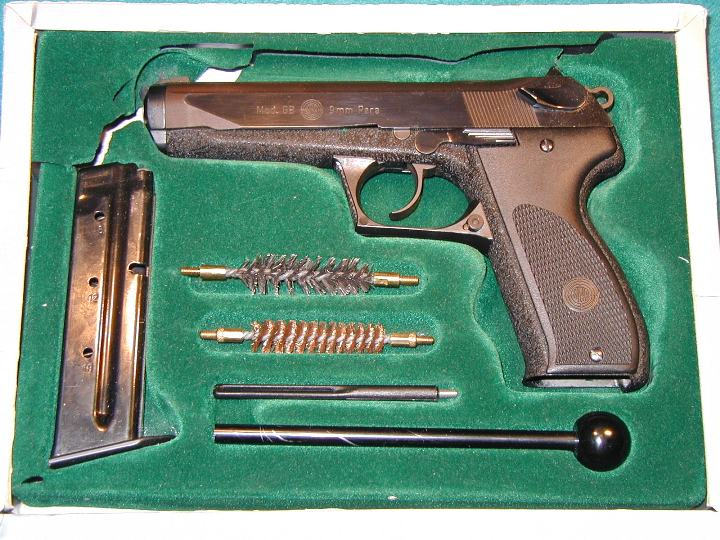
ステアー GB
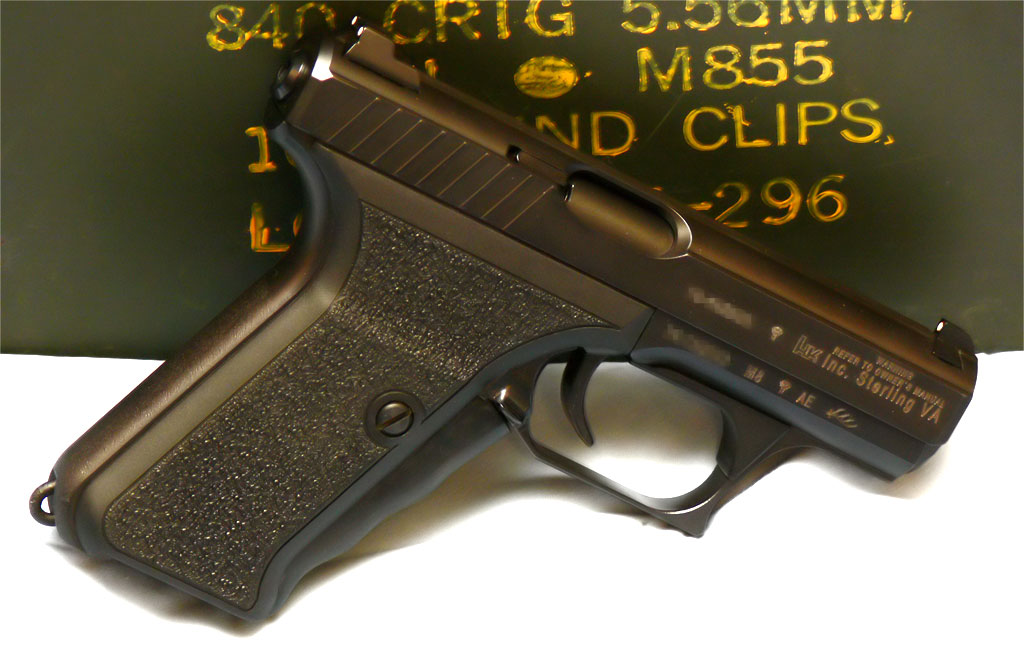
H&K P7
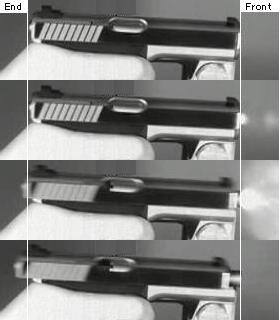
H&K P7のスライド後退。銃身が固定されているため、銃口の位置が動いていない

### 薬室リング遅延式

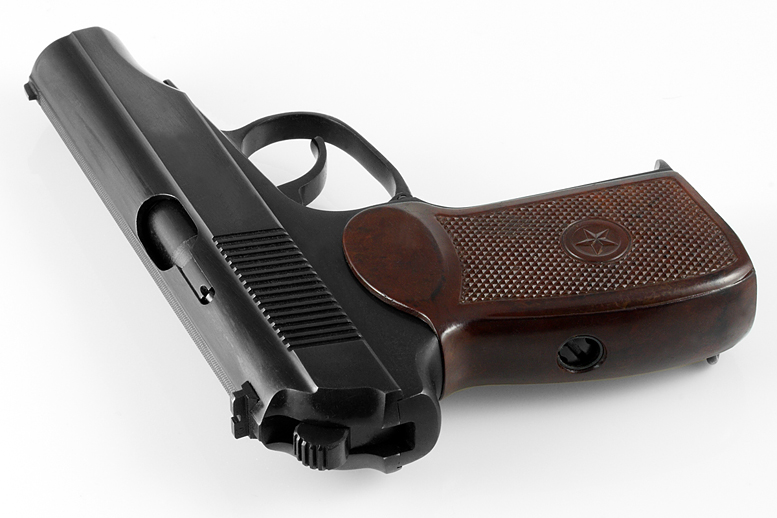
マカロフ PM

薬室の前方（銃口側）の内径を後方（遊底側）より大きくテーパー状にし、発砲時の圧力で薬室内壁に張り付く薬莢の後退に通常の形状の薬室より大きな抵抗を与える事で、遊底の後退速度を低下させる方式。
薬室にテーパーを付けるほかに、薬室内にフルート(溝)を設け、発砲時の圧力で薬莢側面が溝に喰い込むように変形させる方式も存在する。この場合のフルートは、他のディレードブローバック式で用いられる、薬莢が張り付き難くする役目とは反対の目的で用いられている。あまり高圧な弾薬では薬莢側面の脆弱な部分が千切れる可能性があり、低圧で短い全長の薬莢である.380ACP弾、.32ACP弾等にしか適用できないが、低コストで実現できる遅延方式である。
また、薬莢の素材に真鍮より強度のある軟鋼を用いる伝統のあるソ連・ロシアでは、9mmパラベラム弾並みの強装とした9x18mmマカロフ弾を使用できるように、薬室内に螺旋状の溝が掘られたマカロフ PM近代化改修モデル (PMM) が製造されている。
採用例：Seecamp製品,  H&K HK4, マカロフ PM

### ヘジテーションロック式

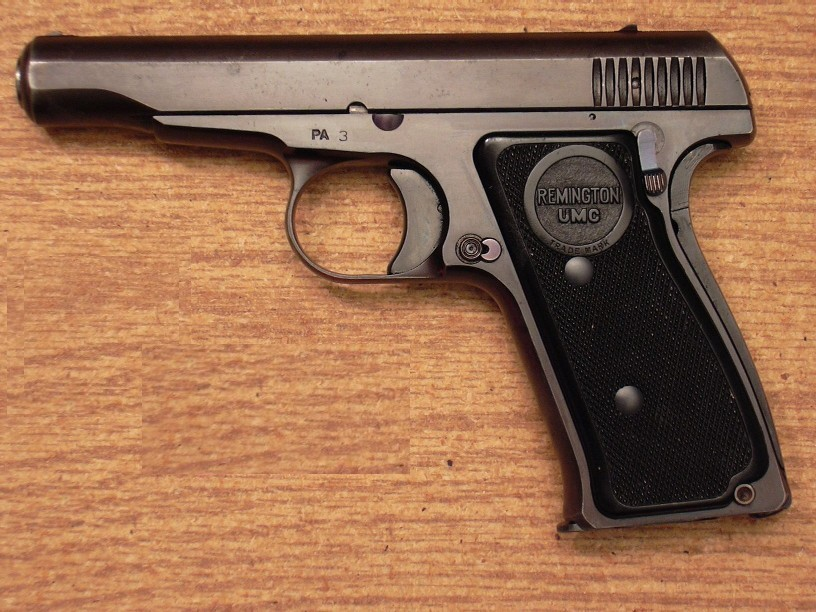
ライフル・弾薬メーカーとして有名なRemington社が販売した唯一の自動拳銃であるRemington 51

ヘジテーションロックは、ピダーセンが特許を取得した遅延方式である。
独立して可動するブリーチ部(薬莢底部を支え薬室を閉鎖する)を遊底内に備える構造となっており、ブリーチ部は後方がカーブした断面となっており、このカーブは遊底内部と嵌合していると同時に、ブリーチ部の下部は下方に突起している。発射直後の遊底とブリーチ部は一体のまま後退するが、2mmほど後退したところでブリーチ部の下部にある突起がレシーバとぶつかり、いったん停止、固定させられる。この時、薬室から薬莢が2mmだけ飛び出すが、薬莢側面は薬室に支持され露出している薬莢基部（ケースヘッド）は厚いため、薬莢が破けてしまう危険は発生しない。ブリーチ部が固定されるまでに慣性を得た遊底はブリーチ部を置き去りにしてさらに5mmほど後退する。その後ブリーチ部後部は遊底内のカムにより上昇し、レシーバーから突起部分も外れ、ブリーチ部はレシーバから解放される。この時点で銃腔内の発射ガスは安全域まで低下している。その後、ブリーチ部と遊底は共に後退する。これはSKSやMP43のティルティング・ボルト閉鎖機構の動作に似ているが、ブリーチ部と遊底を2mmだけ一緒に後退させて、遊底に慣性を与える発想が独特である。
ヘジテーションロックを採用して市販された製品は、Remington 51のみである。Remington社は同方式を採用し.45ACP弾を使用するRemington 53の試作品をM1911にかわる制式拳銃候補として軍に提出する事を表明した。しかし、軍がM1911の大量製造をRemington社に発注する見返りに、同社はRemington 53の提出を取り止めるという取引が行われ、軍はM1911に替えて改良型のM1911A1を発注し、Remington 53が製品化される事は無かった。
採用例：Remington 51

### 銃身遊動遅延式

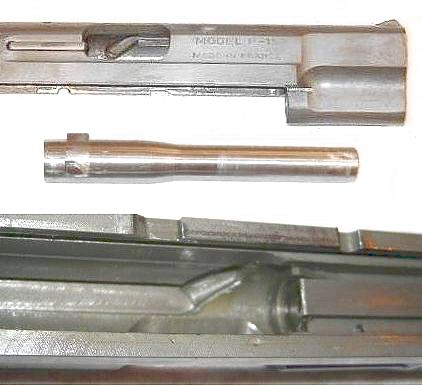
上: MAB PA-15の遊底: 廃莢口から内部のカム溝が見える
中: 銃身: 薬室部の突起がカム溝と嵌合する
下: 遊底内カム溝の導入部には急角度が付けられている

弾丸が銃身を通過する際に内部で生じる力(ライフル回転の作用や弾頭通過の作用)を、銃身に設けたラグ等とカムやレバー等の働きにより遊底に伝え、遊底の後退速度を低下させる方式である。
これらの銃身に加わる作用は、薬莢と遊底の後退運動に比べて小さいが、遊底と嵌合するカムやレバーにより力を増大させ、銃腔内の圧力が安全域に低下するまで、遊底の開放を遅延させている。なお、遊底を人力で後退させる際には、銃身から遊底に力は掛らず、後退を抑制する動きは起きないようになっている。
ショートリコイル方式のロータリーバレル機構と似た構造だが、ディレードブローバックでは遊底を機械的に閉鎖する機構は持たず、弾薬の発火直後から薬莢と遊底が後退を始め、その作動原理は異なったものとなっている。
Savage 1907やMAB PA-15では、ライフリングと同方向に傾斜したカム溝が遊底内部に彫られ、これが銃身の突起部と嵌合しており、遊底の前後動に合わせて銃身は回転する構造となっている。弾丸には、ライフリング（例として右回転の場合）により回転（右）が与えられるが、この作用として銃身には逆回転（左）の動きが生じる。発射ガスの圧力を受けた薬莢と遊底は、銃身を回転(右)させながら後退しようとするが、銃身はこれに反して回転（左）しようとするため、カム溝を介して遊底の後退が阻害され、遊底の後退速度は低下する。弾丸が銃口を離れると銃身に加わる作用はなくなり、遊底は銃身を回転（右）させながら後退する。
後発のFN Five-seveNでは、弾丸が銃身と摩擦しながら前進する際に生じる摩擦（抜弾抵抗）によって、銃身に加わる前方への作用を利用している点が異なるが、銃身が前進しようとしている状態では、遊底の後退が阻害される構造となっている点で同じである。
採用例：Savage 1907, MAB PA-15, FN Five-seveN

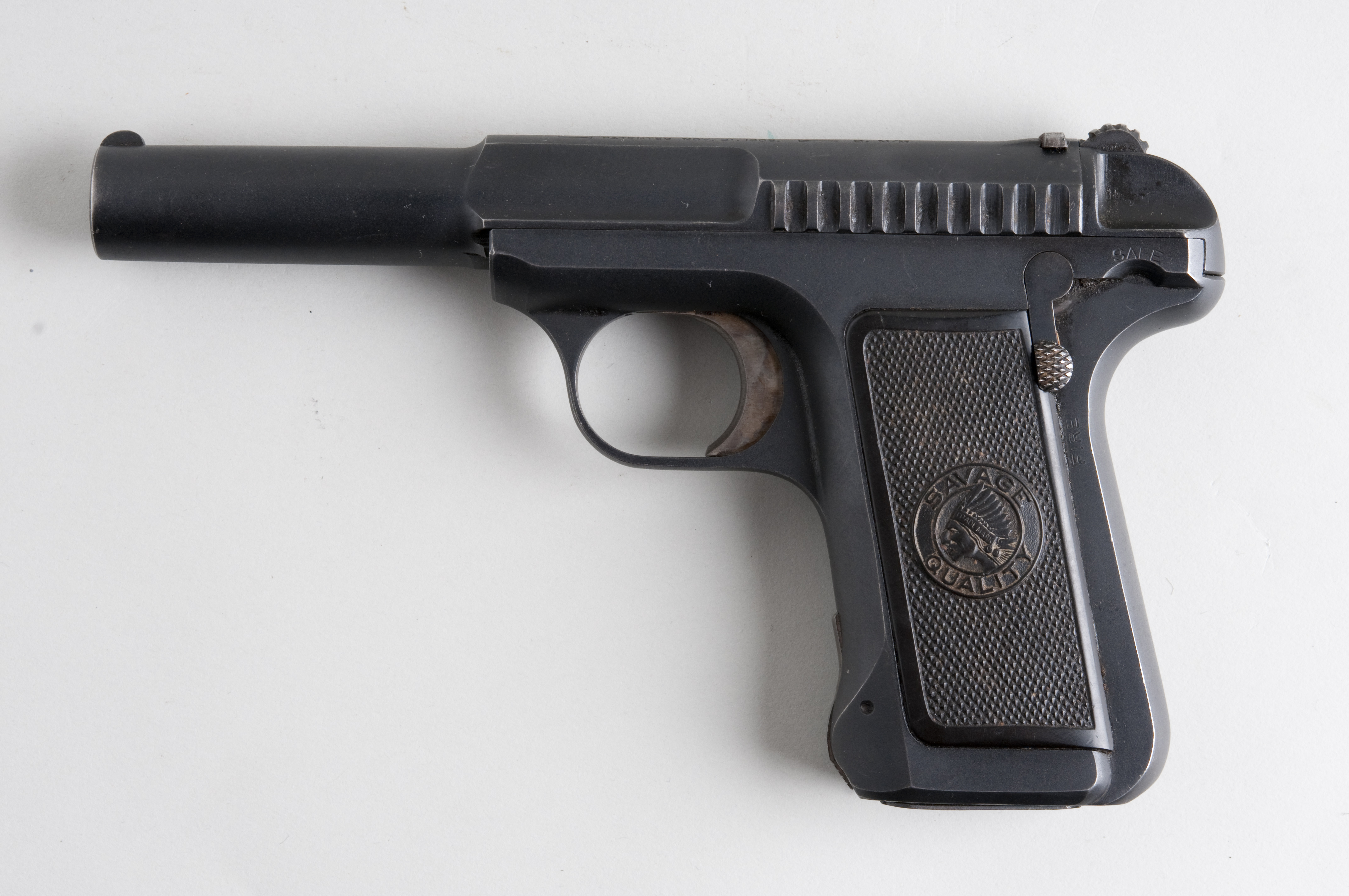
独特な構造を持つSavage 1907は1920年代までポピュラーな自動拳銃だった。
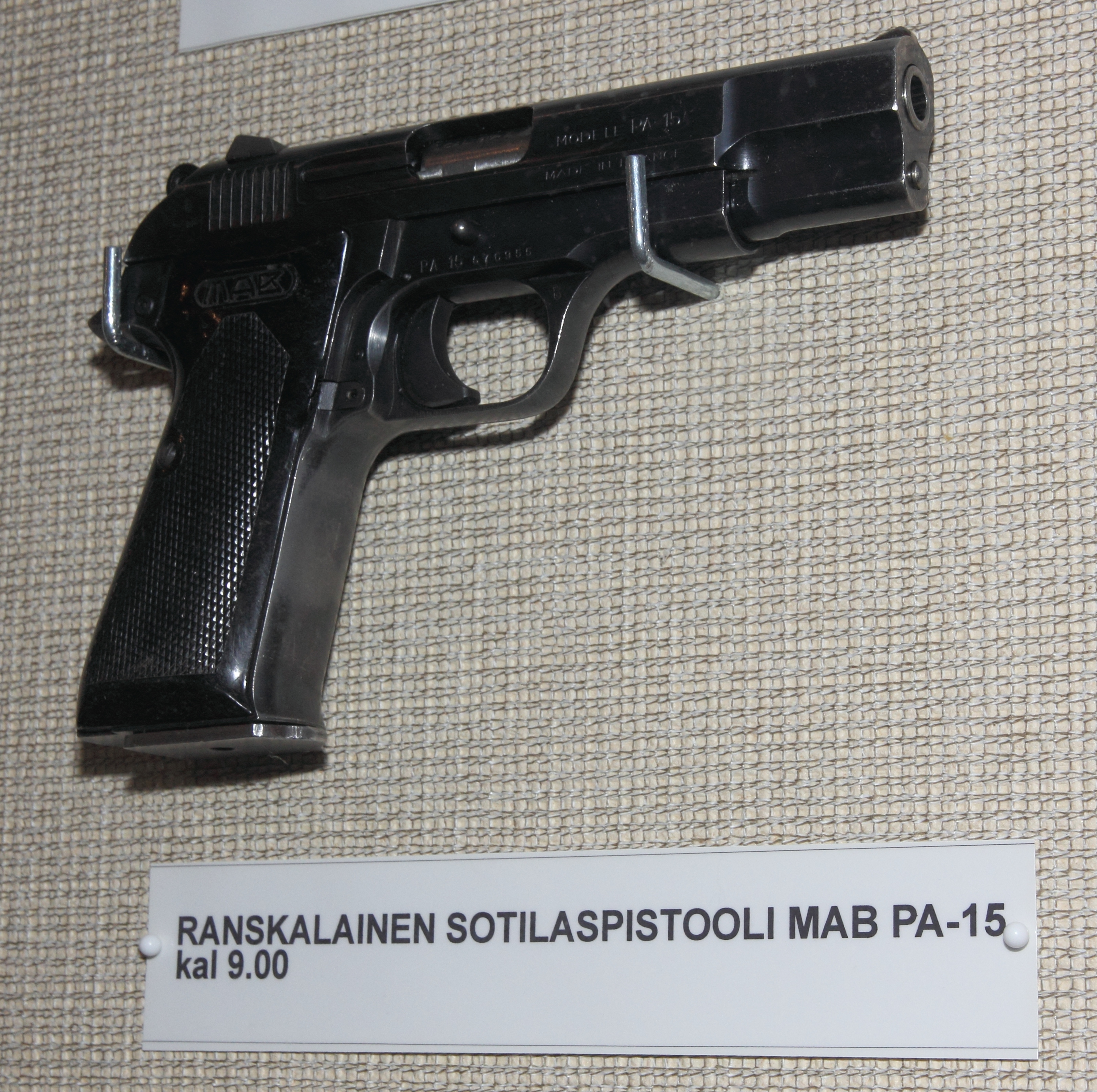
MAB PA-15はM1911系に似た外観だが、その作動機構は全くの別物である。
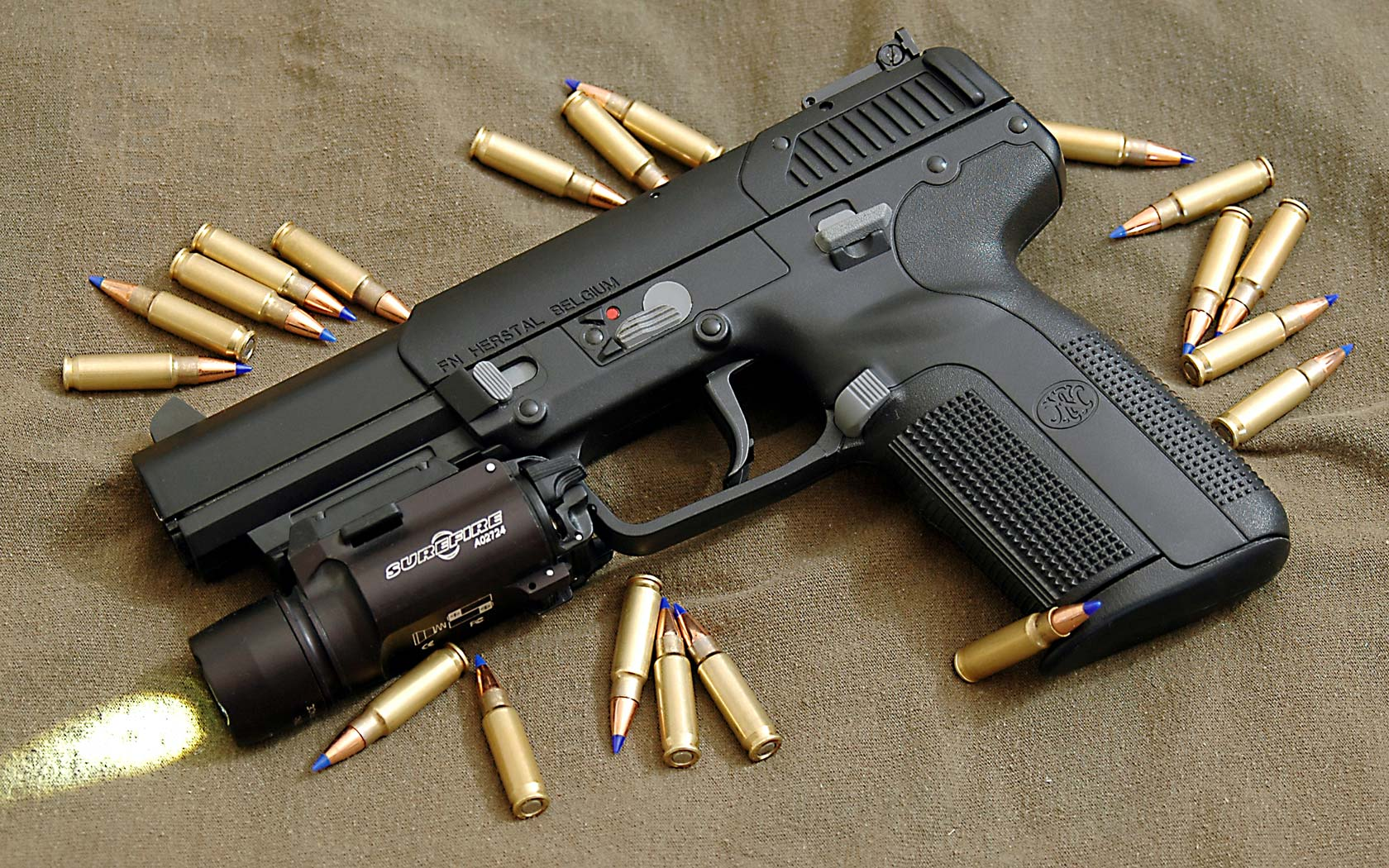
高い貫徹力で有名になったFN Five-seveNだが、内部構造もかなりユニークである。

### 軸外ブローバック式（Off-axis bolt travel）
ブローニングが1923年に特許（U.S. Patent 1,457,961）を取得したもので、銃身の軸線と遊底の移動する軸線に角度を付けることで、遊底の後退に必要な力を大きくし遊底の後退速度を低下させる遅延方式である。
フランスのMAS-38サブマシンガンに採用された。その後、遊底の後退方向を変えることによる反動軽減効果を狙った改良型がJatimatic、TDI Vectorに採用されている。
採用例： Jatimatic

### トグル遅延式

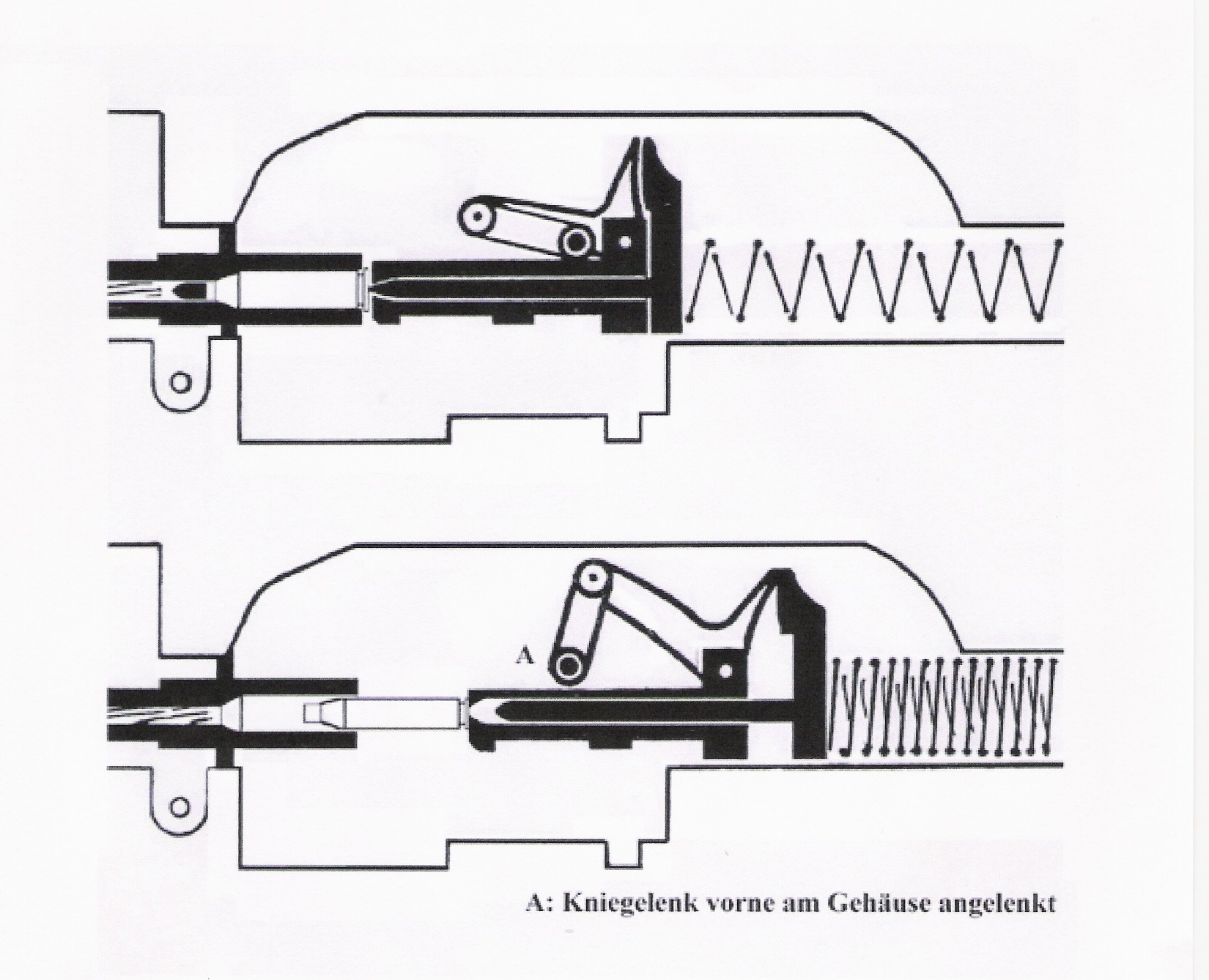
シュワルツローゼ機関銃のトグル遅延式作動機構

トグル遅延式は、遊底とレシーバーをトグルで連結し、薬莢と遊底の後退時のエネルギーをトグルの動作で消費することで、遊底の後退速度を低下させ遊底の開放を遅延させる方式である。ピダーセン自動小銃、シュワルツローゼ重機関銃 (Schwarzlose MG M.07/12) に採用されたが、いずれもG3のようなフルート付き薬室を持たず、薬室への張り付き防止のため弾薬にワックスや油を塗る必要があった。
採用例：ピダーセン自動小銃 (Pedersen rifle)、小倉陸軍造兵廠試製自動小銃・甲

### スクリュー遅延式
スクリュー遅延式は、遊底の後方にスクリュー状に回転する機構を設け、遊底の後退速度を低下させる機構である。1893年にオーストリアのマンリッヒャー社製ライフルに採用された。その後、トンプソンにより同機構を使用した銃が、1920年頃に米軍の次期小銃トライアルへ提出されたが、ピダーセン自動小銃やガランドの提出したプライマー作動式自動小銃に敗れている。ミハイル・カラシニコフは、1942年に試作したサブマシンガンに同機構を採用している。
採用例：1942年型カラシニコフ試作短機関銃

### ブリッシュロック式

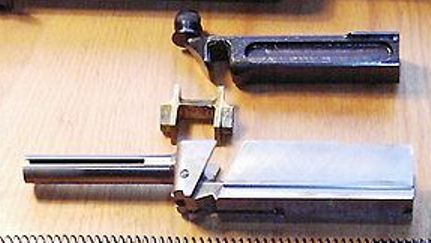
初期型トンプソンSMGのボルト:
中央・金色の“H”字型部品が真鍮製のロッキング・ピース

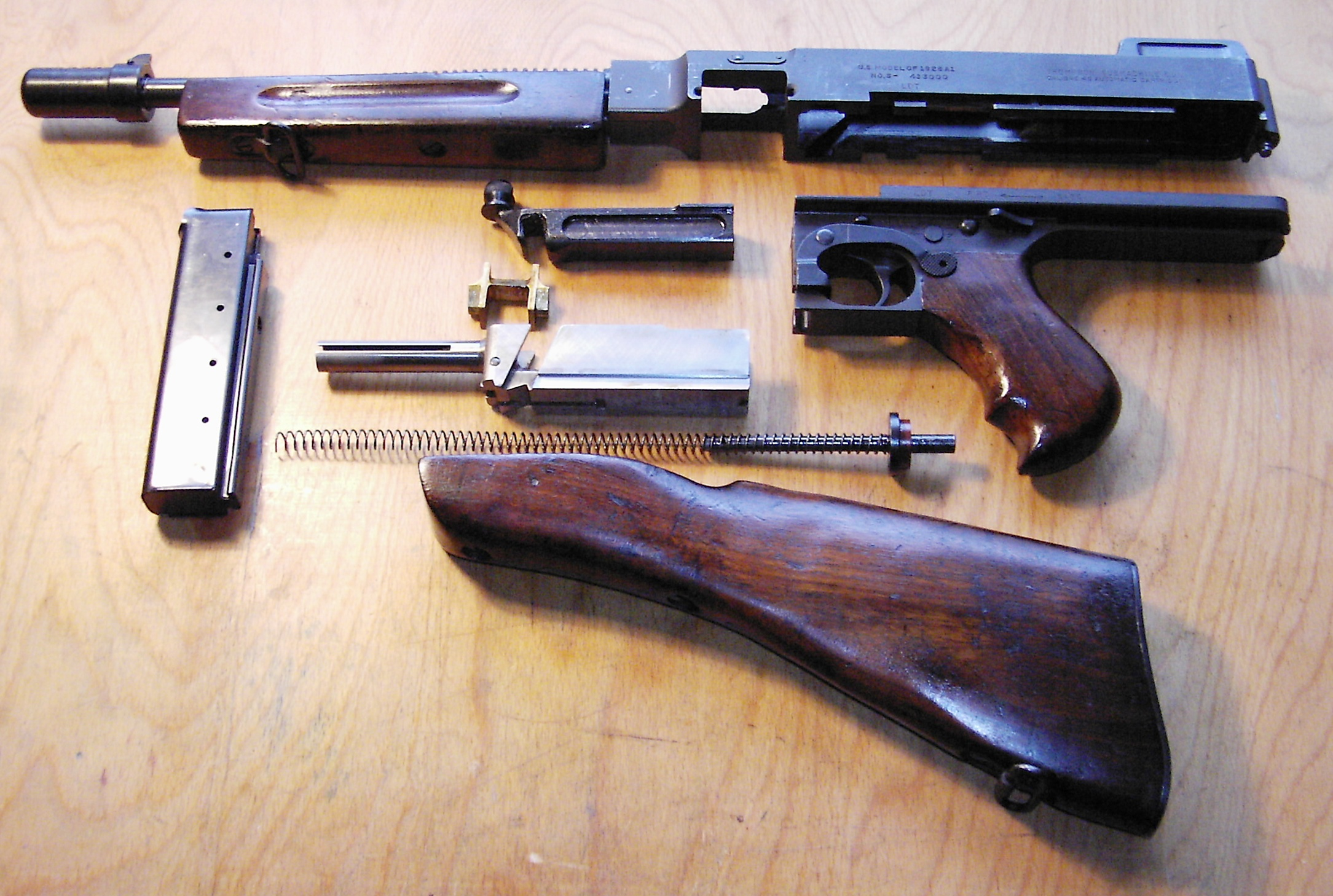
トンプソンM1928A1
（ブリッシュロック式）

ブリッシュロック式は、元米海軍中佐ジョン・ベル・ブリッシュが「高圧下における異金属同士には大きな静止摩擦力が働く」という自らの仮説に基づき考案し、1915年に特許を取得した遅延方式である。M1型以前の初期型トンプソンSMGに採用された。
遊底の左右側面には傾斜した溝が切られており、H型の真鍮製ロッキングピースがこの溝に嵌合する。遊底が前進した状態ではロッキングピースは下方へ位置している。
弾丸が発射され薬莢に押された遊底が後退を始める際、鋼鉄製の遊底と真鍮製のロッキングピースの間には摩擦が生じ、遊底に押されたロッキングピースが遊底の溝を上がりきるまで、遊底の後退速度は低下させられるとされた。
この方式ではロッキング・ピースの上下に大きな摩擦がかかるため、この部分に常時オイルを滴らせるための仕組みも同時に考案されていたが、埃や砂が付着し易くなるため、実際に装着された例は少ない。また、鋼に比べて真鍮は脆弱な素材であり、ロッキング・ピースは磨耗と破損から定期的に交換する必要のある消耗部品だった。
ブリッシュの仮説は科学的な根拠に乏しく、遊底とロッキングピースの間に予想されたほどの摩擦力は生じなかった。結局、ブリッシュロック機構は不必要な複雑さを以てボルトの重量を増したのみで、初期型トンプソンSMGも実質的にはシンプルブローバック方式で動作していた。
採用例： M1型以前の初期型トンプソンSMG

### 握力遅延方式

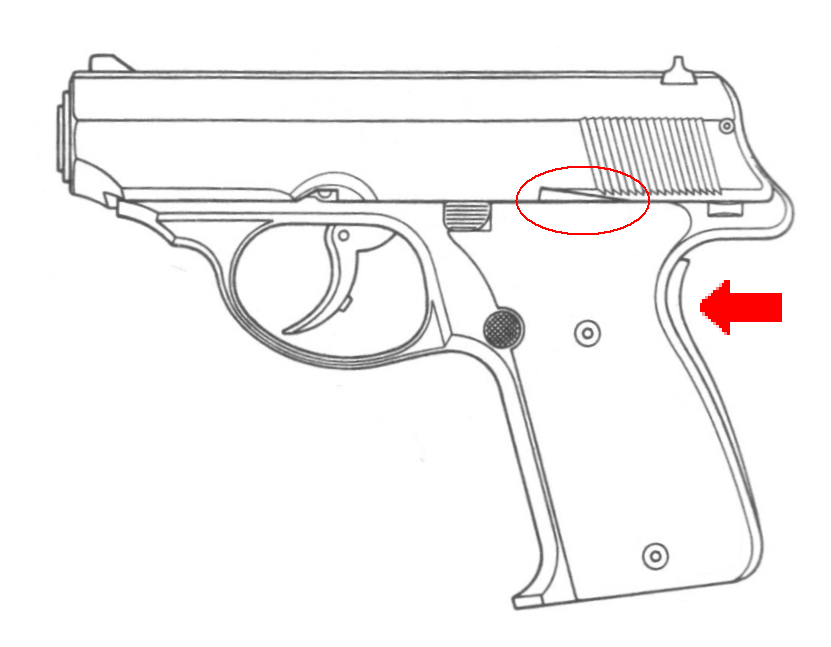
Thomas .45acpの概観: グリップ後端のレバーを握り込むと、ブレーキ部品が持ち上がってスライド下部の切り欠き（赤丸で囲った部分）に嵌合する

1978年に米国のA.J. Ordnance社から販売された、“Thomas .45ACP”に採用された遅延方式で、これ以外の製品例は無い。
グリップ後端のレバーを握りこむと、スライド下部の不等三角形状の切込み部分に嵌合するブレーキ部品が持ち上がりスライドの後退に抵抗が掛るが、最終的にブレーキ部品を押し下げてスライドが後退する。機械作動を握力に依存している点が特異である。
握力を利用する事から一見原始的なアプローチにも見えるが、レバーを介したブレーキは梃子の原理を利用して強い制動力を生み出しており、構造も単純であるため信頼性は高く、低コストで実現できるユニークな方式である。
採用例： Thomas.45acp

## ブローフォワード方式
ブローバック方式と同様の作動原理だが、可動する遊底を設けず、ブリーチ部をレシーバーに固定して銃身側が発射ガスによって吹き戻されるように設計したものがブローフォワードと呼ばれる作動方式である。
Steyr Mannlicher M1894やSchwarzlose Model 1908、日野式自動拳銃など少数の製品が製造されたが、弾倉からの給弾が困難であり、動作サイクルが遅いなどの問題点があり、SIG AK53（ガス遅延式）が試作されたのを最後に、小型拳銃では現在は採用例のない作動方式である。
なお、大型機関砲まで参照範囲を広げた場合、陸上自衛隊が採用している96式40mm自動てき弾銃が現在までブローフォワード方式を採用する唯一の事例となっている。
- 通常のブローバック方式
- ブローフォワード方式
- ブローフォワード方式のSteyr Mannlicher M1894

## 遊戯銃におけるブローバック
自動式拳銃を模した遊戯銃において、火薬や圧縮ガスの力で遊底が後退する機構を持つものはモデルガンとエアソフトガンの一部のブローバックガスガンが主である。これらの遊戯銃では、スライドが後退する作動を“ブローバック”と一律に表記しており、モデルとした実銃がブローバック方式ではなくショートリコイル方式を採用していても“ブローバック”という用語を使用することが多く、混同の元となっている。
“ショートリコイル式ブローバック”という表記は日本の遊戯銃における独特のもので、実銃のブローバック方式と各種反動利用方式は作動原理の異なるものであるため注意が必要である。